# Ikon (festészet)

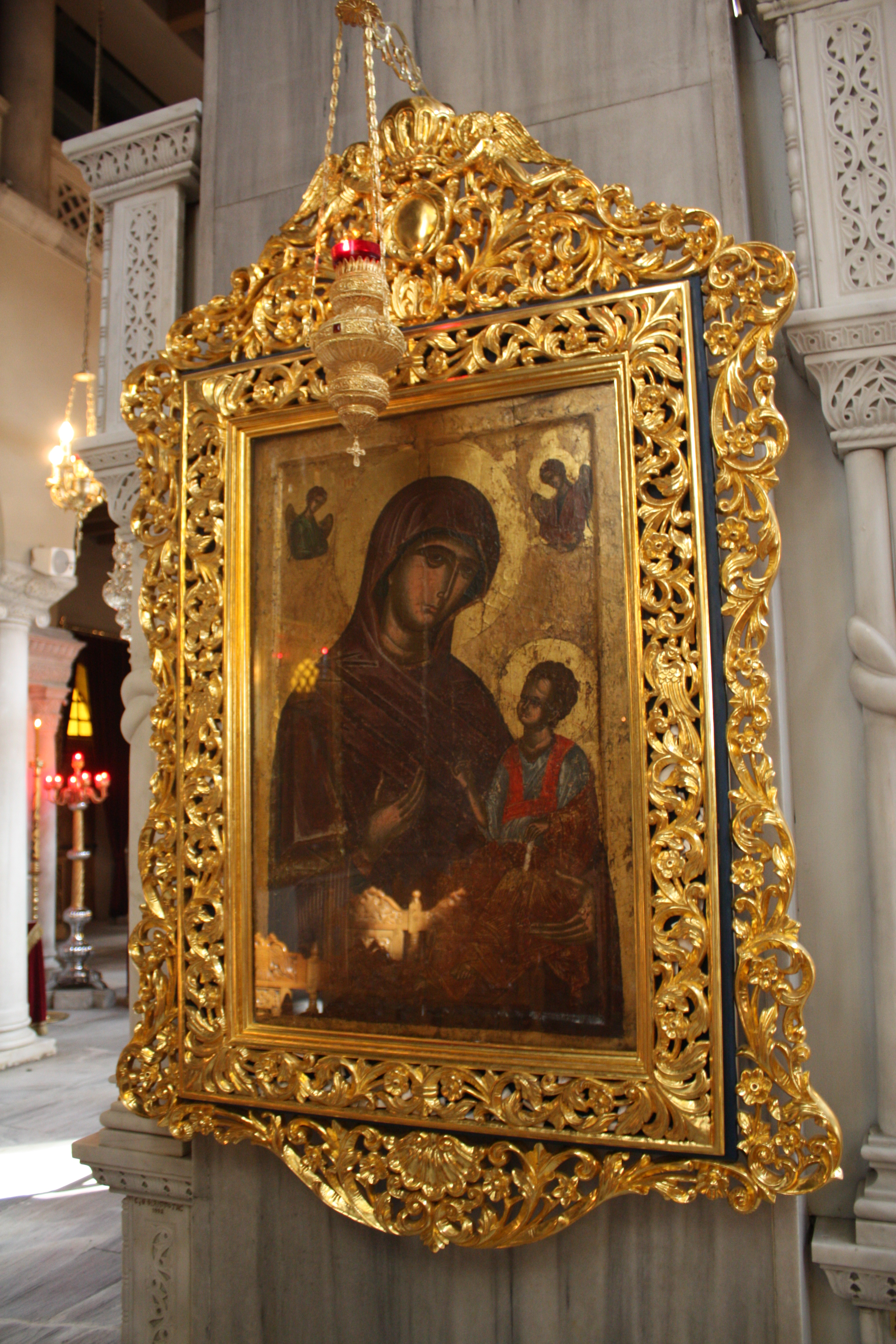
Szűz Mária és Jézus ábrázolása (hodegetria) aranyozott keretű ikonon, a Görög Ortodox Egyház templomában, Thesszalonikiben

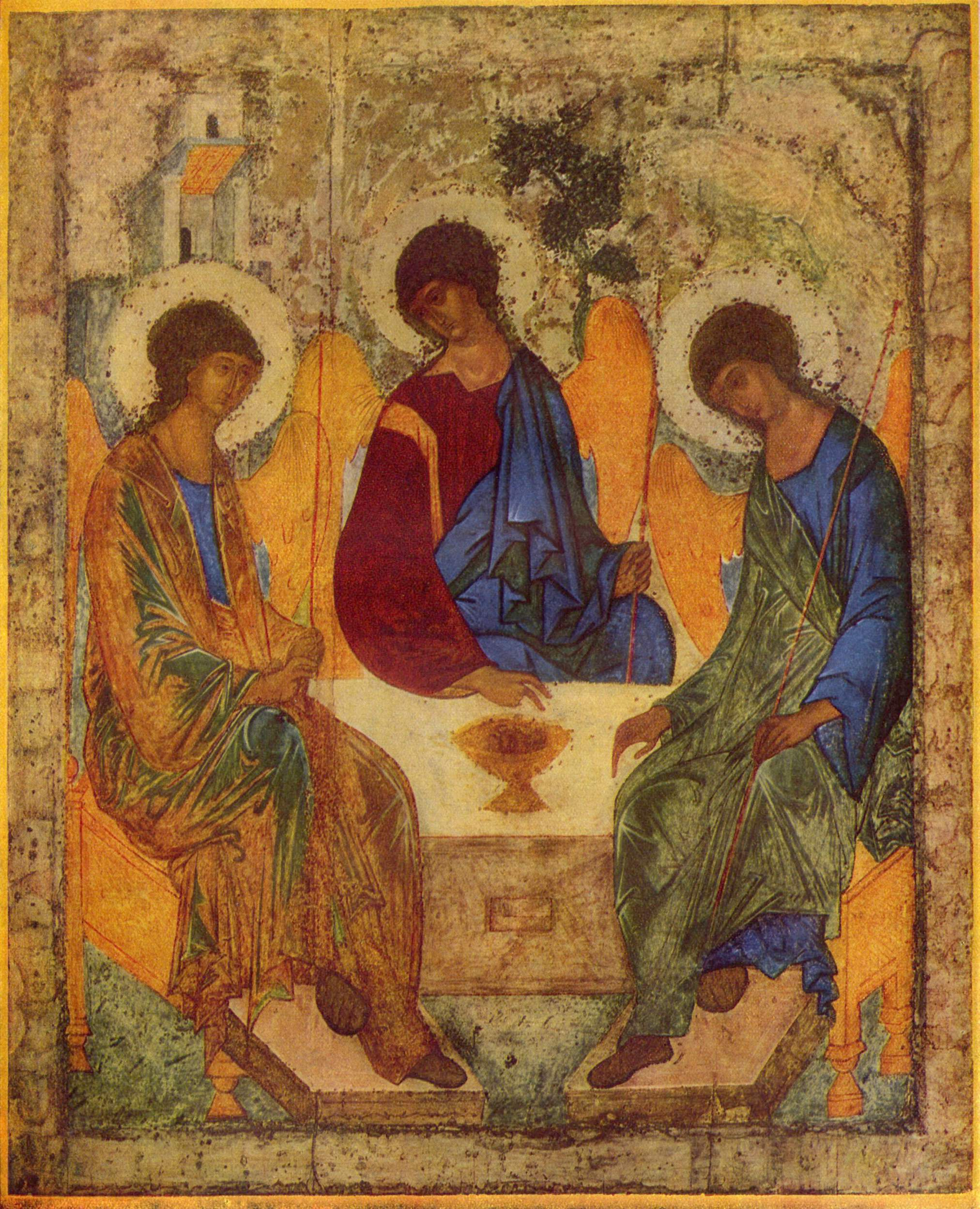
Andrej Rubljov Szentháromság ikonja, az egyik leghíresebb orosz ikon

Az ikon görög eredetű szó, εικόνα, ikóna, „kép“, „képmás“ (ellentétben a είδωλο, ídolo, „lidérc“, „álomkép“ és είδος, ídos, „őskép“, „alak“). Ikonokon elsősorban a keleti egyházak szentképeit értjük, különösen az ortodox egyház és az abból kivált és Rómával egyesült, bizánci rítusú görögkatolikus egyház liturgikus képeit. Bizáncban a szónak egy nagyon sajátos jelentése is lett: Krisztus, Szűz Mária és a szentek hordozható portréja, életük jeleneteivel, fapaneleken vagy értékes felületeken, mint például elefántcsont, fém, zománc, mozaik. Az ikont isteni kegyelemmel átitatott anyagnak tekintették (χάρις). Ezek a képek általában meg vannak szentelve és a keleti egyházak teológiájában valamint spiritualitásában rendkívüli szerepet játszanak. Az ikonok célja Isten és szentjei tiszteletének tudatosítása, valamint az ábrázolt személy és a szentkép előtt imádkozó személy közötti kapcsolatteremtés, így tehát átvitten a vallásos szemlélődő és Isten közötti kapcsolat megteremtése. Az ikonokat ennek megfelelően a keleti egyházakban nem tartják sem műtárgynak, sem dekorációnak.
Az ún. ókeleti egyházak közül a kopt ortodox egyház és az örmény apostoli ortodox egyház tiszteletben tartja az ikonokat, az Asszír keleti egyház viszont nem. A kopt ikonokon megfigyelhető még az óegyiptomi művészet bizonyos elemeinek érvényesülése.
Az ikonok háttere általában arany színű, és a lerajzolt szent szembenéz velünk.
A keleti ortodox, a római katolikus és egyes keleti katolikus egyházak kultúrájában vallási műalkotás, leggyakrabban festmény. Ezek nem egyszerűen műalkotások, hanem a vallásos áhítatban használt szent képek. A leggyakoribb témák közé tartozik Krisztus, Mária (Theotokosz, istenszülő), szentek és angyalok. Bár a kifejezés különösen az egy vagy két fő alakra koncentráló, portré jellegű képekkel kapcsolatos, a keleti kereszténység által készített, különböző művészeti médiumokban megjelenő vallásos képek többségét is magában foglalja, beleértve az elbeszélő jeleneteket, általában a Bibliából vagy a szentek életéből.
Az ikonokat leggyakrabban fatáblákra festik tojástemperával, de lehetnek fémből öntött, kőbe faragott, ruhára hímzett, mozaik- vagy freskómunkával készült, papírra vagy fémre nyomtatott képek is. Mint anyagot, ezt a tárgyat fizikailag meg kellett tapasztalni. Az érintés, a szaglás, az ízlelés és a hang mind hozzájárult a hordozható portré „látásának” élményéhez, az áhítat elmélyítéséhez. A nyugati kereszténység hasonló képei is az ikonok közé sorolhatók, bár az "ikonikus" kifejezés használható az áhítati képek statikus stílusának leírására is. A görög nyelvben az ikonfestészet kifejezés ugyanazt a szót használja, mint az "írás".
A keleti ortodox hagyomány úgy tartja, hogy a szentképek készítése egészen a kereszténység korai napjaiig nyúlik vissza, és azóta is folyamatos hagyomány. A modern akadémikus művészettörténet úgy véli, hogy bár képek már korábban is létezhettek, a hagyomány csak a 3. századig vezethető vissza, és hogy a korai keresztény művészetből fennmaradt képek gyakran több ponton is különböznek a klasszikus ikonfestészet korszakainak képeitől. A későbbi évszázadok ikonjai gyakran szorosan kapcsolódnak az 5. századtól kezdődően készült képekhez, bár ezekből csak nagyon kevés maradt fenn. A 726-842-es bizánci ikonoklasztázia (képrombolás) idején a képek széles körű megsemmisítésére került sor, bár a korszak lezárásaként a második nikaiai zsinaton véglegesen rendezték a képek megfelelőségének kérdését. Azóta az ikonok stílusban és témában nagyfokú folytonosságot mutatnak, sokkal nagyobbat, mint a nyugati egyház ikonjai. Ugyanakkor volt változás és fejlődés is.
A IX. században kialakult bizánci képelmélet szerint az ikon Krisztus látható tulajdonságainak (megjelenésének) lenyomata (görögül: typosz) az anyagon. A kvintesszenciális bizánci képet ideális esetben nem ecsetvonásokkal létrehozott festménynek, hanem lenyomatnak – egy anyagi felületre nyomott typosznak – kell elképzelni. A domborműves ikon felelt meg leginkább ennek az elméleti modellnek; Bizáncot úgy határozta meg, mint a lenyomat, az öntőforma vagy a pecsét kultúráját.
A vallási, de különösen a keleti ortodox keresztény hagyományban vannak beszámolók különleges, csodatévő ikonokról, amelyek mirhát (illatos, gyógyító olaj) árasztanak, könnyeznek, vagy a hívők kérését teljesítik, csodákat tesznek. Ha az ortodox hierarchia megerősíti az ilyen beszámolókat, akkor azokat úgy értelmezik, mint csodákat, amelyeket Isten a szent imáin keresztül hajtott végre, és nem úgy, mint magának a festett fának a mágikus tulajdonságait. Teológiai szempontból minden ikon szentnek tekinthető, mivel az isteni lényegből csodálatos módon részesül és természeténél fogva csodatévő, mivel a mennyei és a földi világ közötti lelki közösség eszközének tekintik. Nem ritka azonban, hogy bizonyos ikonokat „csodatevőnek” minősítenek, ami azt jelenti, hogy Isten úgy döntött, hogy megdicsőíti őket azáltal, hogy csodákat tesz rajtuk keresztül. Az ilyen ikonoknak gyakran különleges neveket adnak (különösen Szűz Mária ikonjainak), és még városról városra is elviszik őket, ahol a hívők összegyűlnek, hogy tiszteljék őket és imádkozzanak előttük.

## Története

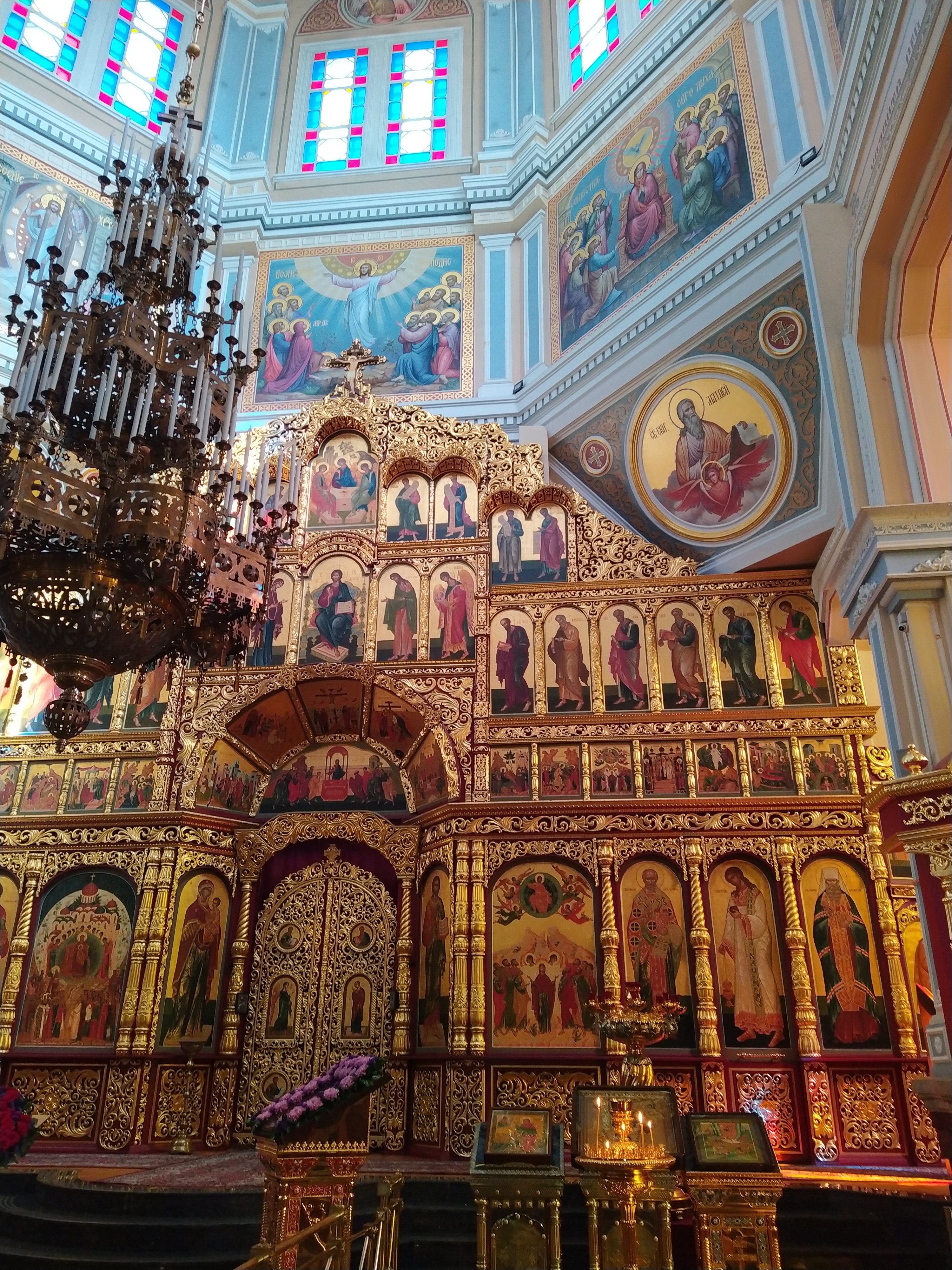
Almati, Mennybemenetel-székesegyház (Вознесенск кафедралы шіркеуі) – fő ikonosztáz

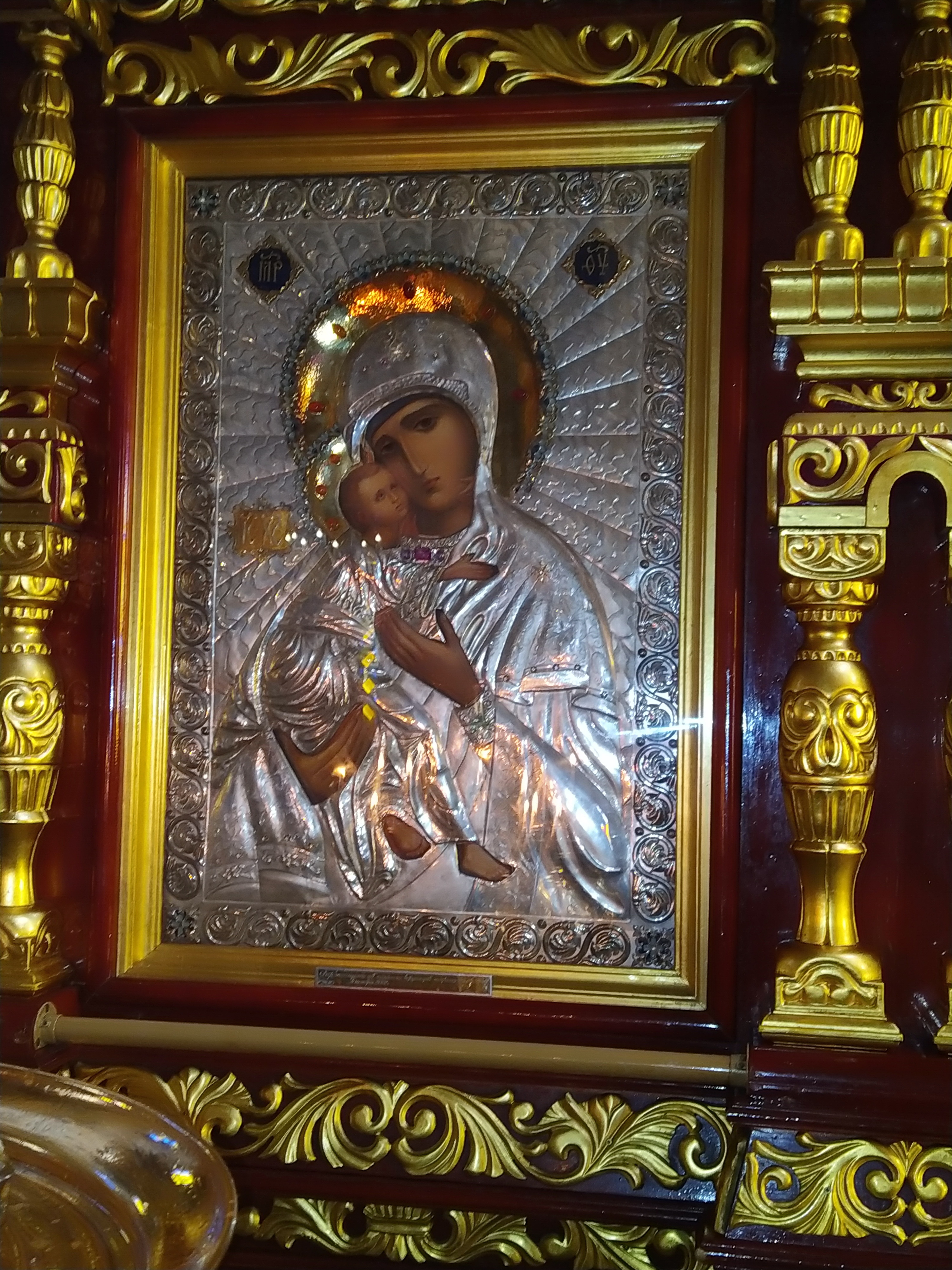
Hodegetria az „Istenanya (Theotokosz) a kisdeddel” jellegzetes ábrázolása – Almati, Mennybemenetel-székesegyház (Вознесенск кафедралы шіркеуі)

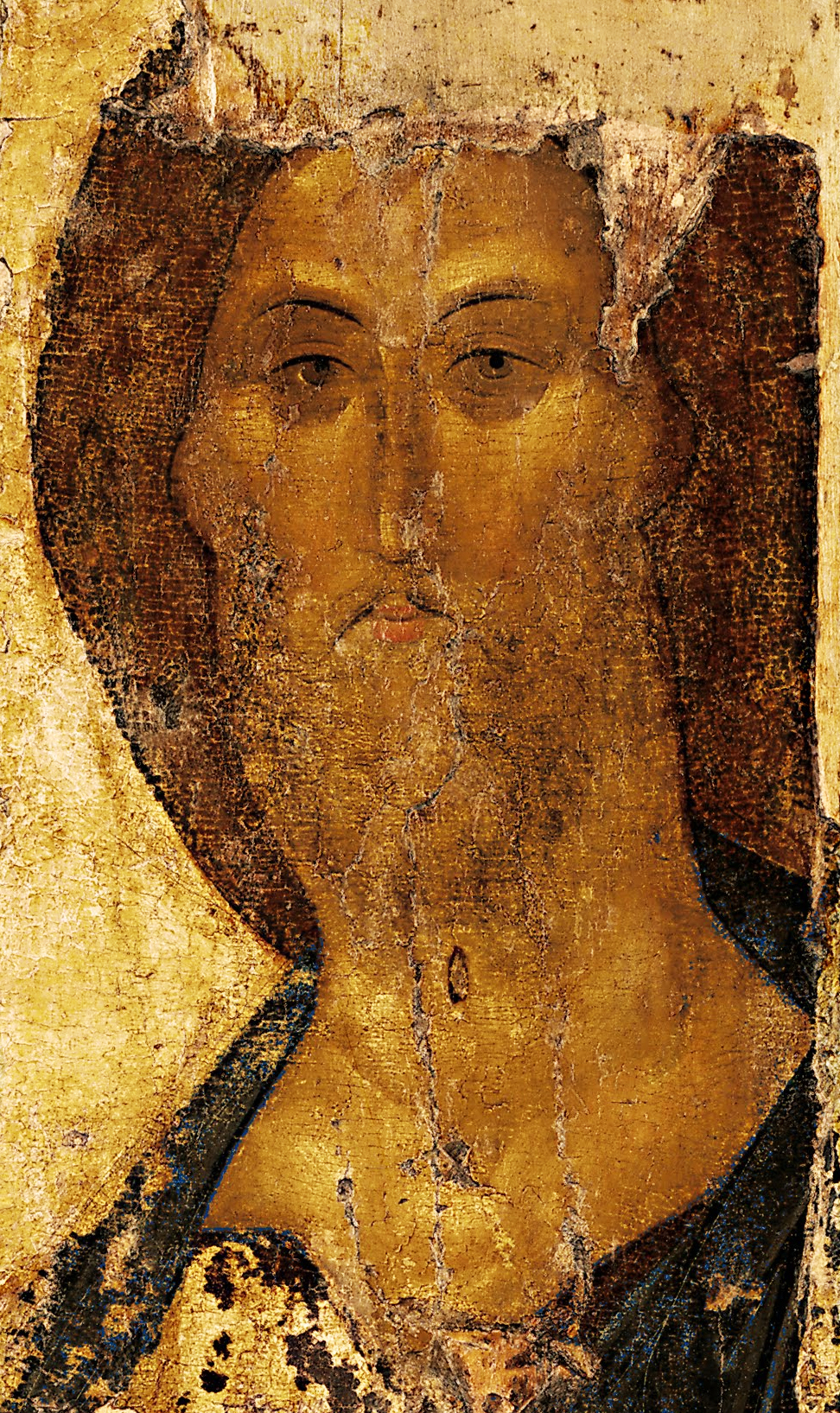
Andrej Rubljov: Megváltó Krisztus (1410 körül)

A kereszténység előtti vallások is készítettek és használtak műalkotásokat. A különböző istenek és istenségek szobrait és festményeit rendszeresen imádták és szentként tisztelték. Nem tisztázott, hogy a keresztények mikor kezdték a képek imádását, de egy a 8. századból származó keresztény hagyomány Lukács evangélistát azonosítja az első ikonfestőként. Ez nem feltétlenül a történelmi tényeket tükrözi. A legenda alapja az lehet, hogy Szent Lukács görög volt és a görögöket igen jó festőknek tartották.
Azt az általános feltételezést, hogy a korai kereszténység általában anikonikus volt, azaz 200 körülig elméletben és gyakorlatban egyaránt ellenezte a vallásos képalkotást, Paul Corby Finney a korai keresztény írások és tárgyi emlékek elemzése (1994) során megkérdőjelezte: három különböző forrást különböztet a korai keresztényeket befolyásoló tényezők közül: először, hogy az embereknek közvetlen látomásuk lehetett Istenről; másodszor, hogy nem lehetett közvetlen látomásuk, harmadszor pedig, hogy bár az emberek láthatták Istent, a mindenhatót szigorúan tilos volt ábrázolni. Ezek a nézőpontok a görög és közel-keleti pogány vallásokból, az ókori görög filozófiából, a zsidó hagyományból, utóbbinál végső soron az Ószövetségből származtak. A három közül Finney arra a következtetésre jut, hogy „összességében Izraelnek a szent képekkel szembeni ellenszenve lényegesen kevésbé befolyásolta a korai kereszténységet, mint a láthatatlan istenség által meghatározott görög filozófiai hagyomány”, így az első keresztények többségének zsidó háttere kisebb hangsúlyt kap, mint a legtöbb hagyományra támaszkodó beszámoló. Finney azt sugallja, hogy a keresztény művészet 200 előtti hiánya nem a művészet iránti elvi ellenszenvvel, a túlvilágisággal vagy a materializmus tagadásával kapcsolatosak. Úgy véli, hogy mivel kezdetben a keresztényeknek nem volt földjük és vagyonuk, megélhetési szükségleteik előteremtése előrébbvaló volt mint a művészetek ápolása. Amint földet és vagyont kezdtek gyűjteni, a keresztények kísérletezni kezdtek a művészet különböző formáival.

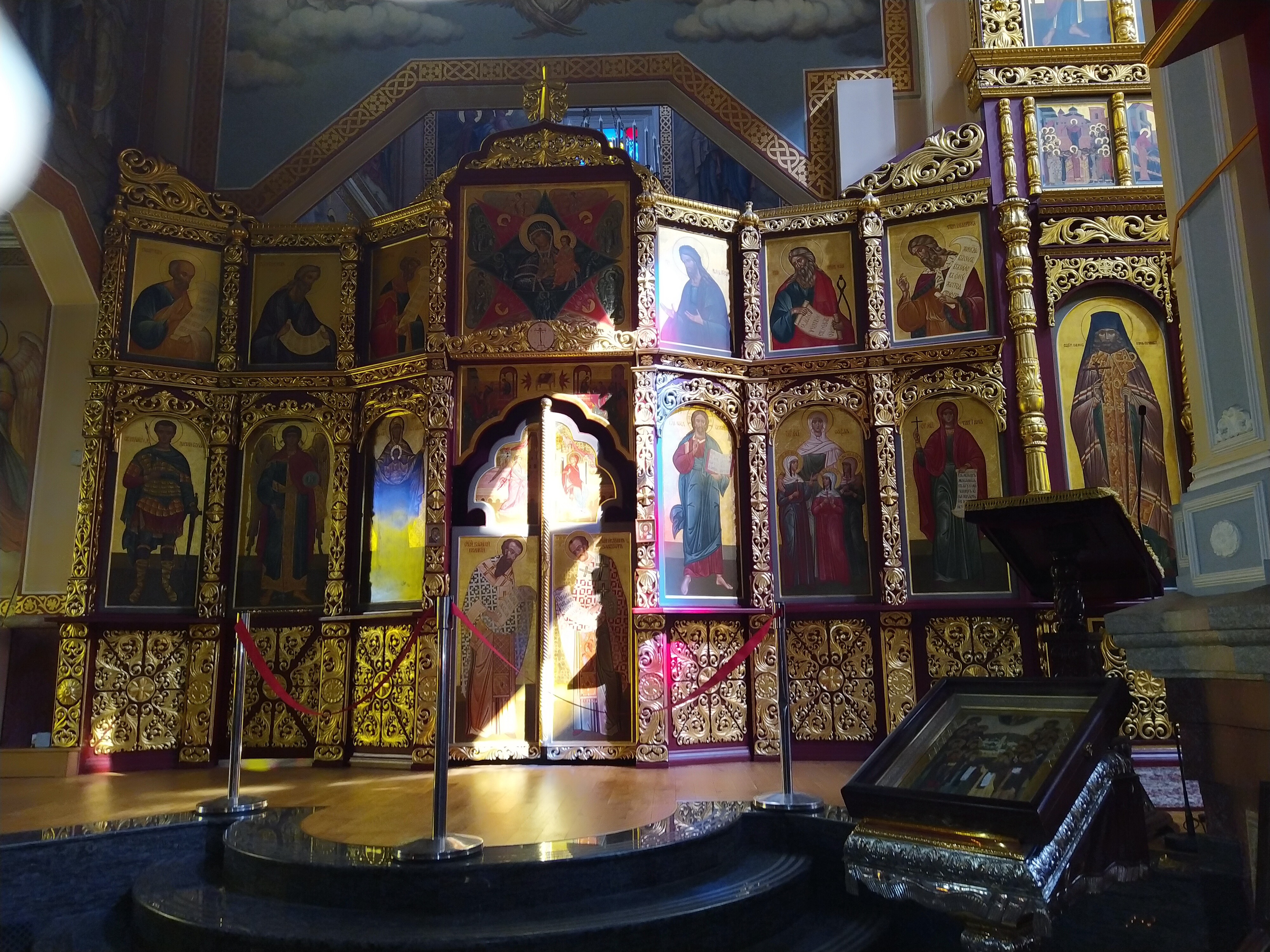
Bal oldali ikonosztáz, Mennybemenetel-székesegyház, Almati

Azon a legendán kívül, mely szerint Pilátus készített egy képet Krisztusról, a 4. századi Kaiszareiai Euszebiosz Egyháztörténet című művében egy jelentősebb utalást találunk egy „első” Jézus-ikonra is. Euszebiosz leírja, hogy Abgar, Edessza királya (meghalt 50 körül) levelet küldött Jézusnak Jeruzsálembe, amelyben arra kérte, hogy jöjjön el és gyógyítsa meg őt egy betegségéből. Az Abgar-történetnek ez a változata nem említ képet, de egy későbbi, a szíriai Addai tanításában (400 körül) található beszámolóban Jézus festett képét említik; később, a 6. századi Euagriosz Szkholasztikosz által adott beszámolóban a festett kép átalakul egy képpé, amely csodálatosan megjelent egy törölközőn, amikor Krisztus a kendőt a nedves arcához szorította (akheiropoieton). Későbbi legendák szerint a kendő a 10. századig Edesszában maradt, amikor John Kourkouas hadvezér Konstantinápolyba vitte, de 1204-ben eltűnt, amikor a keresztesek kifosztották Konstantinápolyt. Addigra számos másolat szilárdan megalapozta ennek a kendőnek az ikonikus mivoltát.
A 4. századi keresztény Aelius Lampridius készítette a legkorábbi ismert írásos feljegyzéseket az ikonként kezelt keresztény képekről (pogány vagy gnosztikus kontextusban) Alexander Severus élete (xxix) című művében, amely az Historia Augusta részét képezte. Lampridius szerint Alexander Severus császár (222–235), aki maga nem volt keresztény, házi kápolnát tartott fenn az istenített császárok, saját ősei, valamint Krisztus, Apollóniosz, Orfeusz és Ábrahám képmásainak tiszteletére. Szent Iréneusz (130–202) Az úgynevezett gnózisok felderítéséről és megdöntéséről és Az eretnekségek ellen (1:25;6) című művében megvetően nyilatkozik a gnosztikus karpokratésziánusokról:
Képeik is vannak, némelyik festett, mások különböző anyagokból készültek; miközben azt állítják, hogy Krisztus képmását Pilátus készítette abban az időben, amikor Jézus közöttük élt. Ezeket a képeket megkoronázzák, és a világ filozófusainak képeivel együtt állítják fel, vagyis Pitagorasz, Platón, Arisztotelész és a többiek képeivel együtt. Más módon is tisztelik ezeket a képeket, a pogányok módjára.
Másrészt Iréneusz nem beszél kritikusan az ikonokról vagy a festett portrékról általános értelemben, csak bizonyos gnosztikus szektások ikonhasználatáról.
A képkultusz másik kritikája a nem kanonikus 2. századi János apostol cselekedetei (27) című műben jelenik meg (amelyet általában gnosztikus műnek tartanak), amelyben János apostol felfedezi, hogy egyik követője portrét készíttetett magáról, és azt tiszteli:
... ő [János] bement a hálószobába, és látta, hogy egy öregember arcképét koszorúkkal megkoronázzák, és lámpákat és oltárokat állítanak eléje. És odahívta őt, és így szólt: Lykomédész, mit értesz az arckép ügyén?  Lehet, hogy valamelyik istened az, aki itt meg van festve?  Mert látom, hogy még mindig pogány módra élsz.
Később a szövegben János ezt mondja: „De amit most tettél, az gyermeki és tökéletlen: halott képmását rajzoltad a halottnak”.
A keresztény egyházak egy része a 4. század elején még szigorúan ellenezte az ikonokat. A spanyol nem ökumenikus Elvirai zsinat (305 körül) püspökei megállapították: „Képeket nem szabad a templomokban elhelyezni, hogy ne váljanak az imádat és a magasztalás tárgyává”. A 36. kánon kimondja: „Úgy döntöttek, hogy a templomokban ne legyenek képek, mert amit tisztelnek és imádnak, az ne legyen a falakra festve”. A zsinat ekkor még tiltja a képek használatát a templomokban; Ezt a kánont a protestánsok gyakran idézték a képimádás mint bálványimádás elleni érvként; míg a római katolikus írók vagy úgy magyarázzák, hogy csak az istenség ábrázolásának tilalma miatt, vagy pedig óvatossági intézkedésként a szent dolgok pogány megszentségtelenítése ellen lépett fel a zsinat ezzel az tiltással. Epiphanius szalamiszi püspök, János jeruzsálemi püspöknek írt 51. levelében (394 körül) elmesélte, hogyan tépett le egy templomban lévő képet, és figyelmeztette egy másik püspököt, hogy az ilyen képek „ellentétesek ... a mi vallásunkkal”.
Euszebiosz Egyháztörténetében beszámolt arról, hogy látta Jézus, Péter és Pál portréit, és említést tett egy bronzszoborról is Baniasban, Paneas mellett a Hermon-hegy alatt, amelyről azt írta „Azt mondják, hogy ez a szobor Jézus képe” (H.E. 7:18); továbbá beszámolt arról, hogy a helyiek a képet a „vérfolyásos asszony” Jézus általi meggyógyításának emlékének tekintették (Lk 8:43-48), mivel egy álló, kettős köpenyt viselő, kinyújtott karú férfit ábrázolt, és egy előtte térdelő, kinyújtott karú nőt, aki mintha könyörögne. John Francis Wilson felveti annak lehetőségét, hogy ez a jelenet egy pogány bronzszoborra is utalhat, amelynek valódi értelme addigra már feledésbe merült. Egyesek szerint Aszklépiosz, a gyógyítás görög istene, de az álló alak és a könyörögve térdelő nő leírása pontosan megegyezik azokkal a képekkel, amelyek a szakállas császárt, Hadrianust (117–138) ábrázoló érméken találhatók, amint egy előtte térdelő női alak felé nyúl – aki egy provinciát szimbolizál.
Amikor Constantia (I. Kónsztantinosz bizánci császár féltestvére) Jézus képét kérte, Euszebiosz, a kis-ázsiai Caesarea püspöke elutasította a kérést, és így válaszolt: „Krisztus emberi alakját pusztán az átalakulás előtt ábrázolni viszont Isten parancsolatának megszegése és pogány tévedésbe esés.” Ezért nevezi Jaroslav Pelikan Euszebioszt „az ikonoklasztika atyjának”.
Miután I. Constantinus római császár (Nagy Konstantin) 313-ban a Mediolanumi ediktummal engedélyezte a kereszténységet a Római Birodalmon belül, rengeteg pogány tért át. Úgy tűnik, a kereszténység elterjedésének ezen időszakában a képek használata nagyon elterjedt a hívők körében, bár nagyban eltértek a pogány szokásoktól. Az ötödik század elejére már tudunk a szenteket ábrázoló ikonok birtoklásáról; 480-500 körül már biztosak lehetünk abban, hogy néhány szentély belsejét képek és portrék díszítették, ami valószínűleg már korábban is jellemző lehetett.
Amikor maga Nagy Konstantin áttért a kereszténységre, alattvalói többsége pogány maradt. A császár istenségének római kultusza, amely a hagyományos gyertyagyújtásban és a császár képmásának felajánlott tömjénfüstölésben nyilvánult meg, az egyház részéről egy ideig tolerálható volt, mert politikailag veszélyes lett volna megszüntetni. Az 5. században a császárt ábrázoló szobrok megsértése ugyanolyan büntetéssel járt, mintha magát a császárt sértették volna meg. Ez több mint egy évszázaddal azelőtt is így volt, hogy először találnánk utalást Krisztus vagy apostolai vagy szentjei képének hasonló tiszteletére, ezért természetesnek tűnt, hogy Krisztusnak, a menny és a föld királyának képét hasonló tisztelet övezte, mint a császárt. Ekkor lettek a keresztény istentiszteletek is nyilvánosak, és a tömegek hitének erősítésére felmerült az igény képmások, szobrok létrehozására is. Nagy Konstantin támogatta Krisztus szenvedéseinek megörökítését. Az ekkor létrejött és képekkel díszített szentélyek zarándokok sokaságát vonzották birodalom szerte.
425-ben azonban már Philosztorgiosz, egy állítólagos ariánus keresztény, Konstantinápoly ortodox keresztényeit bálványimádás vádjával illette, mert még vallásos módon tisztelték Nagy Konstantin császár képmását. Az ortodoxok, a keleti katolikusok és más csoportok azonban ragaszkodnak ahhoz, hogy kifejezetten megkülönböztessék az ikonok tiszteletét a pogányok bálványimádásától.

### Theodosius és Justinianus uralkodása közötti időszak

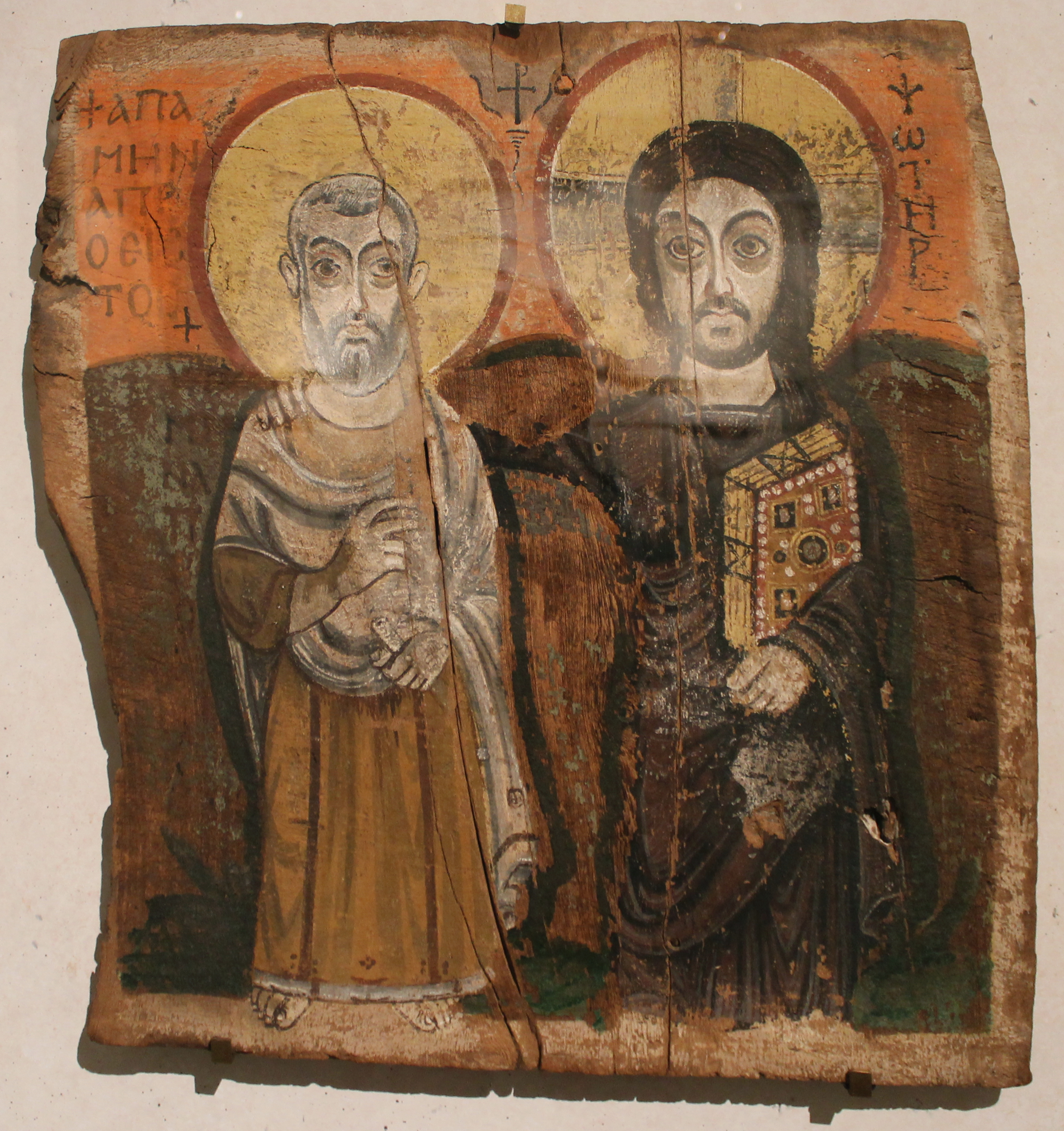
Krisztus és Ména (Szent Ména) ikonja, 6. századi kopt ikon Egyiptomból (Louvre)

Miután I. Theodosius Gratianusz császárral és II. Valentinianusszal együtt 380-ban kiadott vallási rendeletével államvallássá tette a nikaia–konstantinápolyi hitvallás szerinti kereszténységet, a keresztény művészet nemcsak minőségében és kifinomultságában, hanem jellegében is változni kezdett. Ez nem kis részben annak volt köszönhető, hogy a keresztények először fejezhették ki nyíltan a hitüket az állam üldöztetése nélkül, ráadásul a hit a társadalom tehetősebb rétegeiben is gyökeret vert. Kezdtek megjelenni a mártírokat és hőstetteiket ábrázoló festmények. A korai írók megjegyezték, hogy ezek élethűen hatnak, ami alapot adott néhány keresztény író által kifejtett kritikához. A keresztény művészet kezdetén különösen népszerűek voltak a sztiliták (oszlopszentek) ábrázolásai. A kritikusok többnyire azért bírálták a pogány műalkotásokat, mert hamis isteneket ábrázoltak, és ezzel bálványimádásra buzdítottak. A szentföldet megjárt zarándokok kegytárgyai rendkívül népszerűen voltak, az azokhoz kapcsolódó, népi babonasággal vegyített történetek ábrázolásait keresték a hívők. Az 5. században Szent Ágoston egy Marcellina nevű nőről ír, aki egyaránt hódolt Krisztusnak, Szent Pálnak, Homérosznak és Püthagórasznak.
Sinai Nilosz (megh. 430 körül) Heliodorus Silentiariushoz írt levelében feljegyez egy csodát, amelyben Ankirai Szent Platón álmában megjelent egy kereszténynek. A szentet felismerte, mert a fiatalember gyakran látta az arcképét. A misztikus jelenésnek ez a képmásból történő felismerése a pogány beszámolókra is jellemző volt, és rendszeres toposz volt a hagiográfiában (a szentek életét képsorokban bemutató ikonoknál). A Szaloniki Szent Demetriosszal kapcsolatos látomásának egyik kritikus címzettje egyértelműen kijelentette, hogy a szent hasonlít a róla készült képekre – feltehetően a még mindig a Hagiosz Demetrioszban található 7. századi mozaikokra. Egy másik afrikai püspököt egy Demetriosz nevű fiatal katona mentett meg a rabszolgaságtól, aki később azt mondta neki, hogy menjen a thesszaloniki házába, ezt megköszönni. Miután rájött, hogy a városban a legtöbb fiatal katonát Demetriosznak hívják, feladta, és a város legnagyobb templomába ment, ahol a falon megtalálta megmentője arcképét.

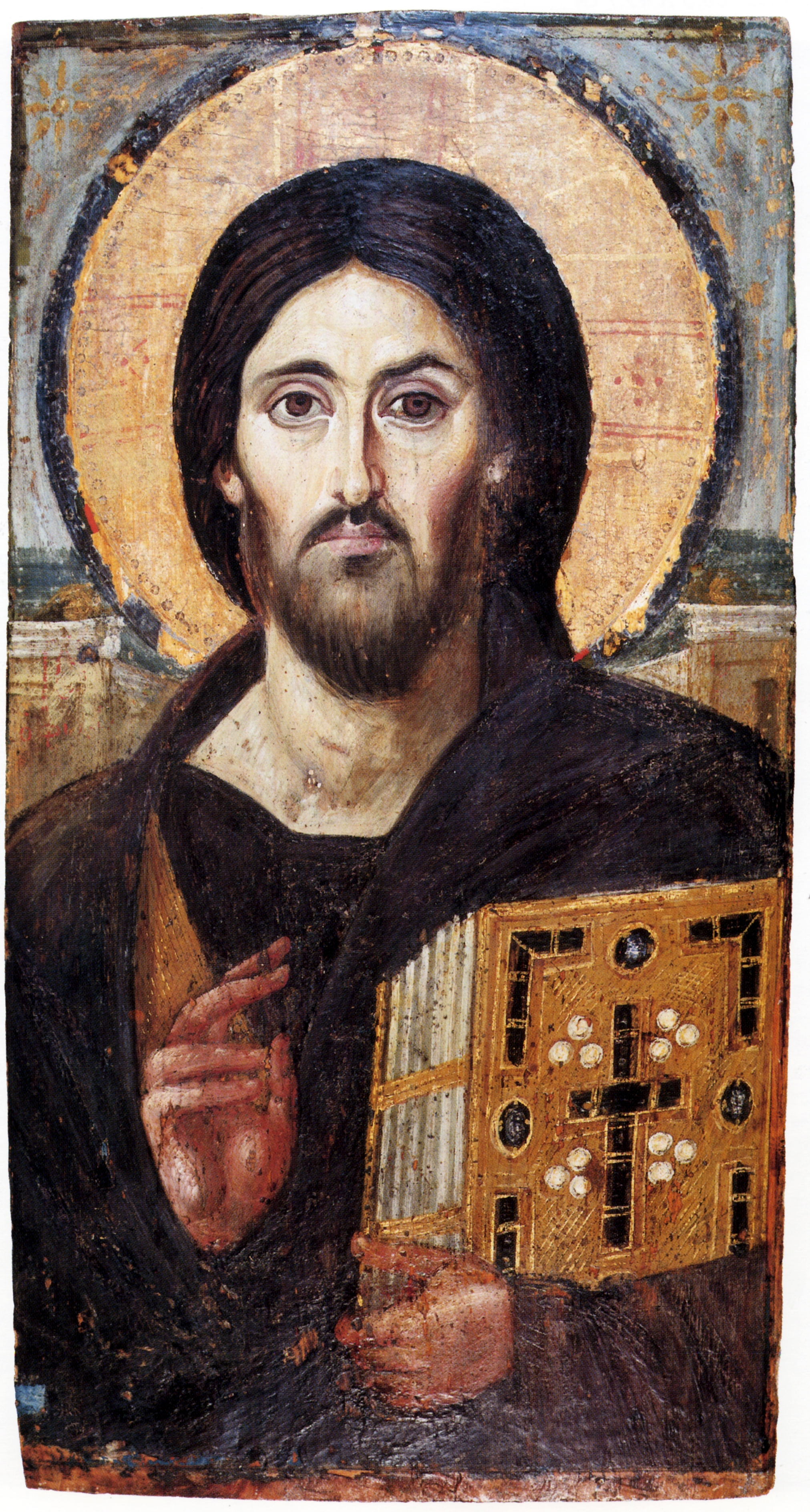
A legrégebbi fennmaradt ikon: Krisztus Pantokrátor, enkausztikus tábla, 6. század körüli (Szent Katalin kolostor, Sínai-hegy)

A csodák ábrázolása, különösen megszentelt falak között engedélyezett, sőt kívánatos lett. Ebben az időszakban kezdte az egyház visszaszorítani a nem vallási alakokat ábrázoló képeket (a császár és az adományozó alakok vallási személyeknek számítottak). Ez elég hatékonynak bizonyult, így a lakosság nagy része csak vallási képeket és az uralkodó osztály képeit láthatta. Az ikon szó ekkor mindenféle képre vonatkozott, nem csak a vallásiakra.

### Lukács Mária-portréja
Az 5. századnak tulajdonított kontextusban jelenik meg az első említés egy – állítólagos – élőről festett Mária-képről, bár a római katakombák falain található korábbi festmények hasonlóságot mutatnak a modern Mária-ikonokkal. Theodorus Lectorus a 6. századi Egyháztörténetében azt állította, hogy Eudokia (II. Theodosius császár felesége, megh. 460) egy hodegetria-ikont ("Istenanya" vagy Theotokosz képet) küldött Jeruzsálemből Pulkheriának, Arcadius, az előző császár, II. Teodosius apja lányának. A képet a leírás szerint „Lukács apostol festette”.
Margherita Guarducci egy olyan hagyományt közöl, amely szerint a Lukácsnak tulajdonított eredeti Mária-ikon, amelyet Eudokia küldött Pulkheriának Palesztinából, egy nagy, kör alakú, csak a fejét ábrázoló ikon volt. Amikor az ikon Konstantinápolyba érkezett, fejként illesztették be egy nagyon nagy, téglalap alakú ikonba, amely a Krisztus-gyermeket tartó Máriát ábrázolta, és ez az összetett ikon lett az, amelyet történetileg hodegetriaként ismerünk. Egy másik hagyomány szerint, amikor Konstantinápoly utolsó latin császára, II. Balduin 1261-ben elmenekült Konstantinápolyból, az ikonnak ezt az eredeti kör alakú részét magával vitte. Ez az Angevin dinasztia birtokában maradt, akik szintén beillesztették egy sokkal nagyobb Mária és a Krisztusgyermek képbe, amely jelenleg a Montevergine bencés apátsági templom főoltára felett látható. Sajnos ezt az ikont az elkövetkező évszázadok során többször átfestették, így nehéz megállapítani, hogy Mária arca eredetileg hogyan nézhetett ki. Guarducci azonban azt is állítja, hogy 1950-ben egy ősi Mária-képről a Santa Francesca Romana templomból megállapították, hogy az egy nagyon pontos, de fordított tükörképe az eredeti kör alakú ikonnak, amelyet az 5. században készítettek és Rómába hoztak, ahol a mai napig fellelhető.
A későbbi hagyományban a Lukácsnak tulajdonított Mária-ikonok száma jelentősen megszaporodott; a Salus Populi Romani, a Vlagyimiri Theotokosz, a Theotokosz Iverszkaja az Athosz-hegyről, a Tikhvini Theotokosz, a szmolenszki Theotokosz és a częstochowai Fekete Madonna példák, egy másik pedig a Szent Tamás-hegyi székesegyházban található, amelyről úgy tartják, hogy egyike Szt. Lukács evangélista hét festményének amelyeket Szt. Tamás magával vitt Indiába. Etiópiában még legalább hét ilyen van. A mítoszt Lukács ikonfestéséről azért találták ki, hogy az ikonoklasztázia vita során az ikonok tiszteletének legitimitását támogassák a 8. és 9. században. Azzal, hogy azt állították, hogy létezik a Theotokoszról, vagyis az Istenanyáról egy olyan portré, amelyet Lukács evangélista közvetlenül festett életében, az ikonokat vallási tisztelettel övező papok bizonyítékot kreáltak a képek apostoli eredetére és isteni jóváhagyására.
Az ikonoklasztázia előtti és alatti időszakban jelentősen megszaporodtak az ikonok készítését az újszövetségi korszaknak tulajdonító történetek, és több apostolról, sőt magáról a Szűzanyáról is úgy vélték, hogy a képek művészeként vagy megrendelőjeként léptek fel. A képekhez kapcsolódó hiedelmek olyan méreteket öltöttek, hogy 586-ban a perzsák elleni, Arzamon folyónál vívott csatában egy Philippikosz nevű hadvezér megparancsolta, hogy egy „nem emberkéz” alkotta Krisztus-képpel díszített lobogóval küzdjenek csapatai az ellenség ellen. Később, szintén a perzsák elleni háborúban Herakleitosz császár utasítására egy un. Kamuliana-ikont vittek a katonái a csatába. Konstantinápoly 626-os ostroma során a város kapujánál helyezték ki a Szűzanya és a gyermek Jézus képeit, majd a legbecsesebb ikonokkal vonultak végig a várfalakon. Ezek a mozzanatok nemcsak a Bizánci Birodalomban voltak jellegzetesek, hanem Rómában körmenetekben is az isteni hatalom világi megnyilvánulásaiként is.

### A képrombolások (ikonoklasztika) időszaka

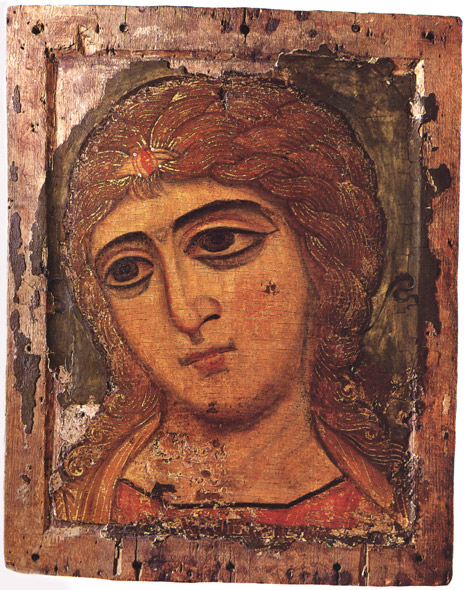
12. századi Gábriel arkangyal ikon Novgorodból, Az aranyhajú angyal címmel, jelenleg az Állami Orosz Múzeumban látható

A kereszténységen belül már a korai idők óta folyamatos volt a ellenállás a képekkel és azok helytelen használatával szemben. „Valahányszor a képek azzal fenyegettek, hogy túlzott befolyást szereznek az egyházon belül, a teológusok igyekeztek megfosztani őket hatalmuktól.” Továbbá nincs olyan század a negyedik és a nyolcadik század közötti időszakban, amelyben ne lenne valamilyen bizonyíték a képek ellenzésére még az egyházon belül is. Mindazonáltal az ikonok népszerűsége garantálta az ikonok fennmaradását, miközben még nem létezett rendszerezett érvelés az ikonok mellett vagy ellen.
Az ikonok használatát a bizánci császári hatalom a 8. században komolyan megkérdőjelezte. Bár ekkorra a képekkel szembeni ellenállás már erősen meggyökeresedett a judaizmusban és az iszlámban, a keleti ortodoxia képromboló mozgalmának lendületét a muszlimoknak vagy a zsidóknak tulajdonították.
Bár a vallási tanok történetében jelentős, a bizánci képvitát nem tekintik elsődleges fontosságúnak a bizánci történelemben. „Kevés történész tartja még mindig úgy, hogy ez volt a korszak legnagyobb problémája...” Ugyanakkor ennek köszönhetően meglehetősen kevés ikon maradt fenn a kereszténység korai időszakából, azok is Konstantinápolytól távol eső vidékeken, Rómából, egyiptomi kopt kolostorokból, a sínai Szent Katalin-kolostorból, Grúziából, ahova már a 3. században eljutott a kereszténység.
Az ikonoklasztikus időszak akkor kezdődött, amikor a képeket III. León császár betiltotta valamikor 726 és 730 között. Fia, V. Konstantinosz alatt 754-ben a Konstantinápoly melletti Hierián zsinatot tartottak, amely megtiltotta a képek tiszteletét.
Az athéni Szent Eiréné császárné kezdeményezésére létrehívott, Nikaiába áthelyezett VII. Egyetemes Zsinatot (787) a Szent Szophia templomban tartották meg, ahol a szentképek elleni üldöztetés beszüntetését határozták el. A Zsinat résztvevői kirekesztéssel sújtották azokat az eretnekeket, akik megtiltják az orthodoxoknak Krisztus és a szentek ikonjainak tiszteletét. Az ikon öncélú imádatát azonban, mint valamilyen módon az előképétől teljesen elkülönültet, a Zsinat továbbra is kifejezetten megtiltotta.
Ezt követően a tilalmat 815-ben V. León bizánci császár ismét érvényesítette. Végül pedig az ikonok tiszteletét határozottan visszaállította a régensként uralkodó Theodóra bizánci császárné, Theophilos bizánci császár felesége 843-ban. Ettől kezdve minden bizánci pénzérmén egy vallási kép vagy szimbólum szerepelt a hátlapon, nagyobb címletek esetében általában Krisztus képe, az előoldalon pedig a császár arcképe, ezzel is erősítve az állam és az isteni rend kötelékét.

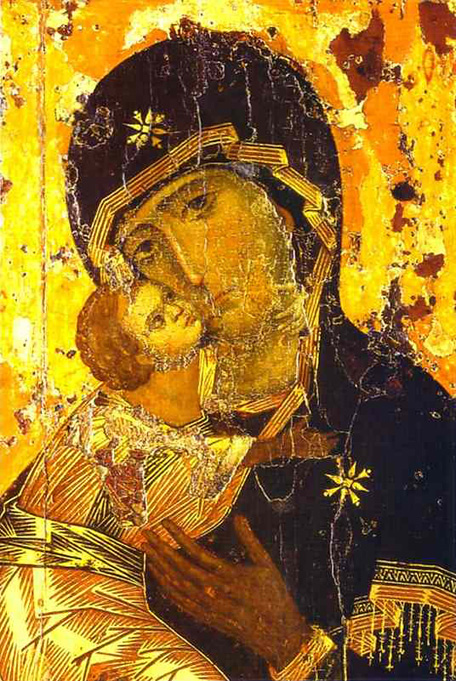
A vlagyimiri istenanya (Theotokosz) ikon (12. század), Oroszország

## Akheiropoieta
Az akheiropoiéton, (szó szerint „nem kézzel készített”) hagyománya olyan ikonokra vonatkozott, amelyek csodába illő módon, nem egy festő keze által jöttek létre. Az ilyen képek erőteljes ereklyeként és ikonokként is funkcionáltak, és ezeket a képeket különösen mérvadónak tekintették az általuk ábrázolt tárgy vagy alak valódi megjelenését illetően, különösen azért, mert nem szívesen fogadták el, hogy pusztán emberi produkciók bármit is megtestesíthetnek az isteniből, ami az ember alkotta képek keresztény elítélésének egyik közhelye volt. A közvetlenül az élő alanyról festettnek hitt ikonokhoz hasonlóan ezért fontos referenciaként szolgáltak más képek számára is. A mandylion vagy más elnevezéssel az edesszai kép kialakult legendája mellett a Veronika fátyla története ellenére – amelynek már az elnevezése is „igazi ikont” vagy „igaz képet” feltételez – a „hamis képtől” való félelem továbbra is erős maradt.

## Stílusjegyek

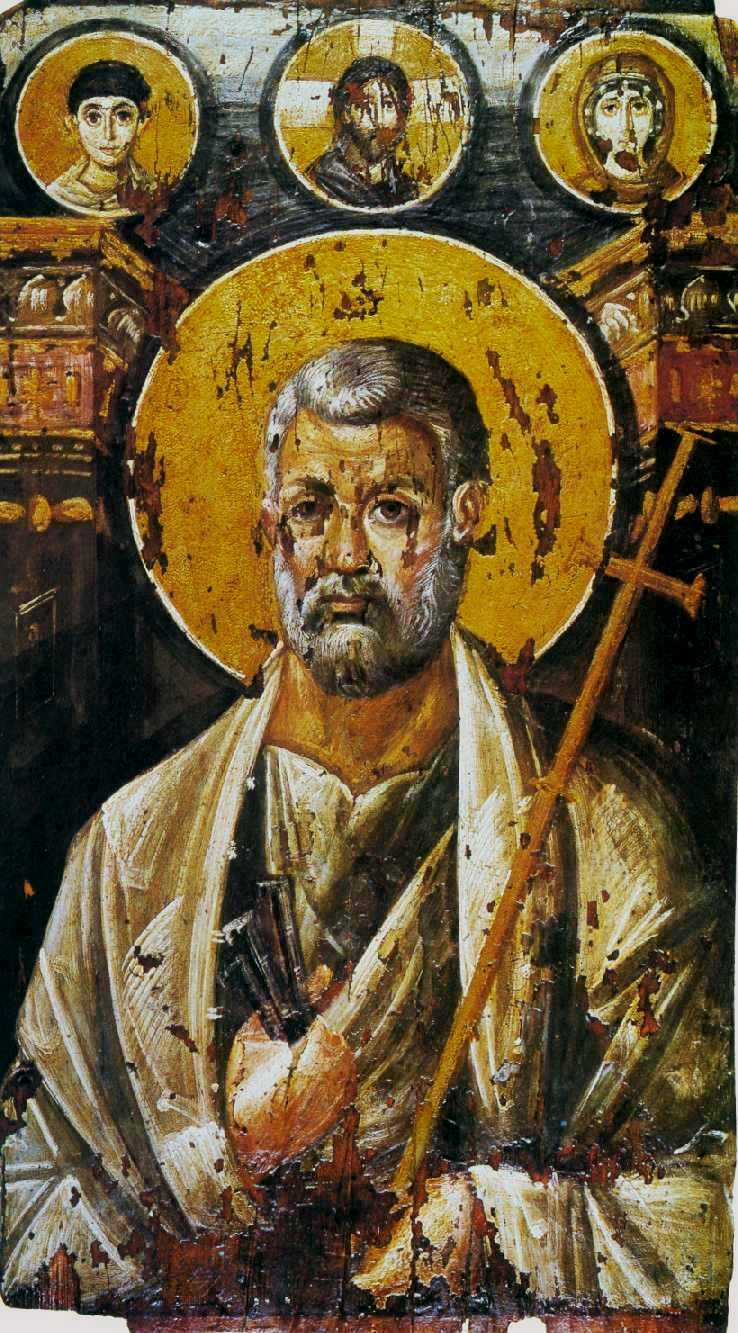
Szent Péter enkausztika panelen. 6. század körüli, (a sinai Szent Katalin kolostorban fellelt gyűjtemény egy része ma Kijevben található).

Bár vannak korábbi feljegyzések is a táblaképek használatáról, a legkorábbi kifejezetten ikon jellegű a 6. századból származó, egyiptomi görög ortodox Szent Katalin-kolostorban őrzött műemlék. A korabeli római ikonokat mind drasztikusan túlfestették. A Krisztus, Mária és a szentek legkorábbi ábrázolásai tehát falfestményekből, mozaikokból és néhány faragványból származnak. Ezek realisztikus megjelenésűek, ellentétben a későbbi stilizálással. Stílusuk nagyjából hasonló, bár gyakran sokkal jobb minőségűek, mint az egyiptomi múmiaportrék, amelyeket viasszal (enkausztika) készítettek és az egyiptomi Fajjúmban találtak. Amint azt az ilyen tárgyakból megítélhetjük, Jézus első ábrázolásai inkább egészalakos, mintsem portréképek voltak, és általában szakáll nélküli fiatalemberként ábrázolták őt. Később jelentek meg a hosszú hajú, szakállas arcábrázolások legelső példányai, amelyek aztán Jézus képmásaként váltak általánossá. Ezek között is találhatunk eltéréseket, mivel ahogy Hippói Ágoston (354-430) megjegyezte, senki sem ismerte Jézus vagy Mária külsejét, a hitet egyfajta belső látással kell elfogadnunk. Ágoston azonban nem a Szentföldön élt, ezért nem ismerte a helyi lakosság hagyományait. Fokozatosan a Jézust ábrázoló festmények a portréképek jellegzetességeit vették fel.
Ebben az időben némi vita alakult ki arról, hogy a két legelterjedtebb ikon ábrázolásmódja közül melyiket részesítsék előnyben. Az első vagy „szemita” forma Jézust rövid és göndör hajjal ábrázolta; a második egy szakállas Jézust ábrázolt, középen elválasztott hajjal, ahogyan Zeuszt szokás ábrázolni. Theodorus Lector véleménye szerint a két ábrázolás közül a rövid és göndör hajú a „hitelesebb”. Állításának alátámasztására egy (Damaszkuszi János által kivonatolt) történetet közöl, miszerint egy pogány, akit megbíztak, hogy fessen egy Jézust ábrázoló képet, a „szemita” forma helyett a „Zeusz” formát használta, és büntetésképpen a keze elszáradt. A 6. századtól Krisztus ábrázolásai a Panbaszileosz („A keresztény Világmindenség ura”) illetve a Pantokrátor („Megváltó”) alakjában terjedtek el.
A szentek ábrázolása azonban – megfelelő keretek között – némi változatosságot mutatott. Bár mindegyik mozdulatlan, egyfajta portrékép, fejük körül glóriával, kezükben valamilyen szakralitással bíró tárgyakat tartanak (keresztet, fóliánsokat, könyvet), különleges öltözéket viselnek, és a szemük természetellenesen nagy. Bár fejlődésük fokozatos volt, a keresztény képek mint tisztelt és csodatevő tárgyak teljes körű megjelenését és általános egyházi elfogadását a 6. századra datálhatjuk, amikor először hallunk arról, hogy az egyház vallásos képeket használ. A hatodik század második feléhez érve azt látjuk, hogy a képek közvetlen tiszteletet ébresztenek, és némelyiküknek csodatévő hatást tulajdonítanak.
I. Jusztiniánusz utáni időszakban az ikon egyre nagyobb szerepet kap a népi áhítatban, és elszaporodnak az ikonokhoz kapcsolódó csodatörténetek. Euszebiosz és Iréneusz korábbi említései azonban már a 2. században utalnak a képek tiszteletére és a velük kapcsolatos csodákról szóló beszámolókra.
Az egyház részéről hivatalosan kialakított „szépséget” az ikonfestészetben elsősorban a konstantinápolyi ikonok képviselik. Ezek többnyire forró viasszal kevert festékekkel készültek (enkausztikus eljárás). A 9.–11. században jelennek meg a domborított ezüstlemezekkel díszített, vagy azokból kikalapált (trébelés) képmás jellegű ikonok, illetve az un. képfalak, ikonosztázok is. A kaukázusi ikonokra jellemző a közismert és nagyra becsült újszövetségi alakok mellett saját patrónus szentjeik ábrázolása, például a grúzok Szent Györgyöt páncélban képzelték el, aki legyőzte a gonosz megtestesítőjét, Diocletiánus császárt. Eközben az ikonokon szereplő alakokat akár az anatómiai hűség rovására is leegyszerűsítették, stilizálták, a festő vagy megrendelő szándékai szerint a lelkiség vagy átszellemültség hitelesebb ábrázolása miatt. A 12. századtól a a Komnénosz- és Palailogosz-dinasztia uralkodása alatt már eltűnt a megszokott harmónia az ikonfestészetben, előtérbe kerültek az érzelmek sokszor túlfűtött ábrázolásmódjai. 
A képek általában telítettek, azaz a festők törekedtek a rendelkezésre álló felület legteljesebb kitöltésére, azaz már jelen volt az úgynevezett horror vacui (lat.: írtózás az űrtől) ábrázolástechnika.

### Perspektíva
Az ikonokra jellemző az úgynevezett fordított perspektíva, ahol a nyugati térábrázolás ellentéteként a kép vonalai nem összetartanak, azaz a távolságot nem a megszokott módon érzékeltetik, hanem széttartóak, Ennek egyik magyarázata az ember- vagy lélekközpontúság, ahol az isteni személy, illetve a szemlélő van a kép középpontjában. A néző, mintha aktív résztvevője lenne a jelenetnek. A valóság komplex visszatükrözése összhangban van Isten tekintetének természetével, ezért nincs szükség a hagyományos optikai perspektívára. Ugyanakkor egy ikonon belül előfordulhat többféle perspektíva, például egy épületnek egyszerre láthatjuk a homlokzatát, és az egyébként nem látható belső terét is. A személyek ábrázolása a régi festészeti stílusokban szigorúan kétdimenziós, a különleges perspektíva magát az ábrázolást célozza. Ez azt hangsúlyozza, hogy az ikon a valóság képe, nem pedig maga a valóság.

## Ikonográfia és szimbolika

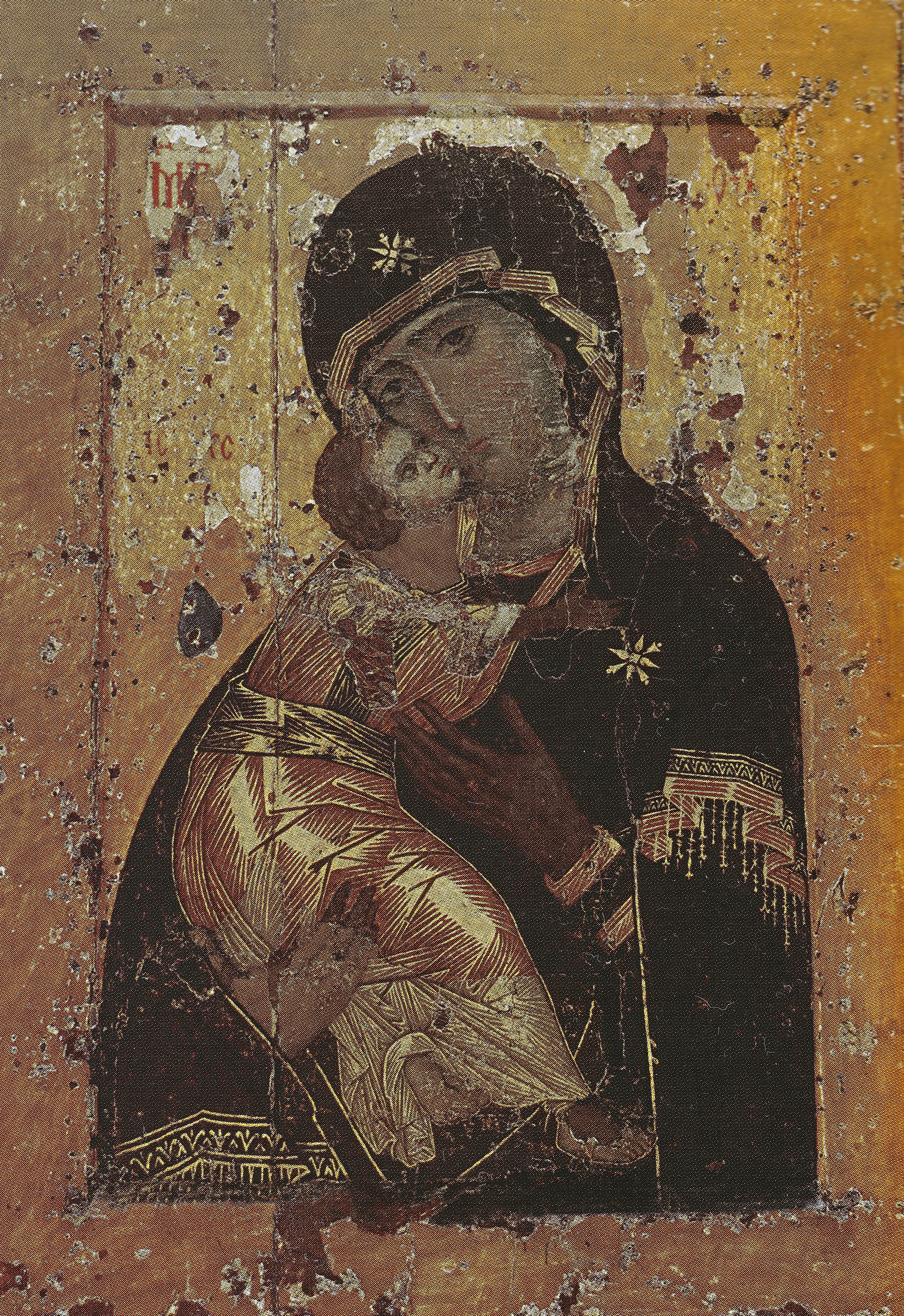
Vlagyimiri Theotokosz az Eleusza ikonográfiai típusból.

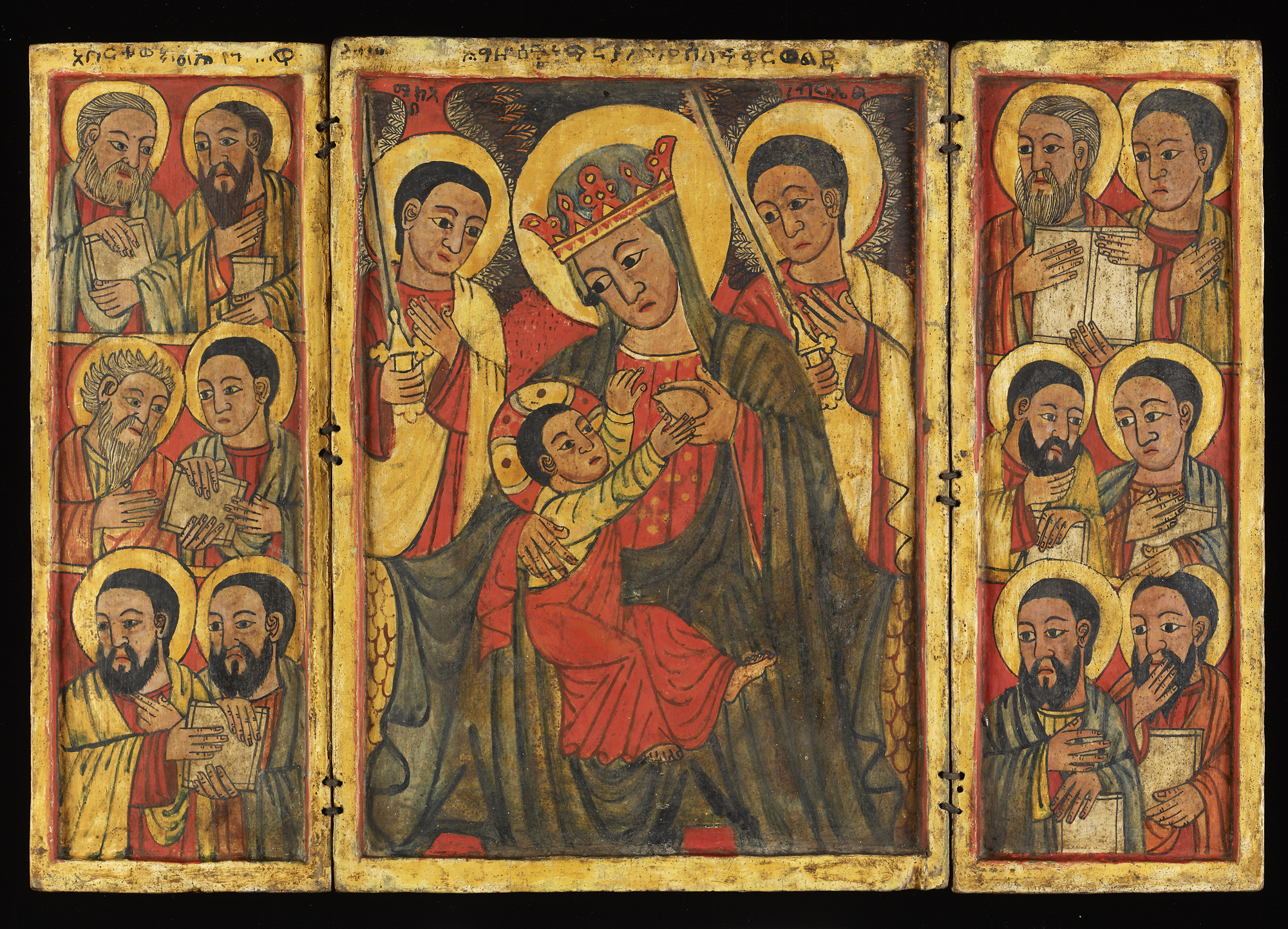
Etióp ortodox festmény a csecsemő Krisztust szoptató Szűz Máriáról, Galaktotrophusza (Szoptató Istenanya, Virgo Lactans) ikonográfiai típus (15. század)

Damaszkuszi Szent János a Harmadik beszéd a szentképek mellett, ellenzőik ellen című írásában említ elemeket, amik a képeken ábrázolva vallási vonatkozásra utalnak. A keleti ortodoxia és a kora középkori Nyugat ikonjain nagyon kevés helyet hagynak a művészi szabadságnak. A képen belül szinte mindennek van szimbolikus vonatkozása, aszenteknek ismertetőjegyeik vannak. Krisztus, a szentek és az angyalok mind glóriát viselnek. Az angyaloknak (és gyakran Keresztelő Jánosnak) szárnyuk van, mert ők hírnökök. A figurák egységes arckifejezéssel rendelkeznek, személyes attribútumokat hordoznak, és néhányan hagyományos pózt használnak.
A Szentháromság ikonok Isten háromszemélyűségét ábrázolják, ehhez a valóságban is három személy (angyal) ábrázolását viszik a képre. Andrej Rubljov legismertebb képén három angyal egy áldozati borjúfej körül ül, a borjúfej az újszövetségi áldozati bárányt szimbolizálja, mindez a tállal együtt, amin fekszik az eucharisztia jelképe. Az Atya, Fiú, Szentlélek megformálása az ikonfestészet folytonos kihívása. Bizáncból származó úgynevezett Paternitas-ikonok a Szentháromság ikonok egyik típusa; Krisztust, mivel „Én és az Atya egy vagyunk”, Krisztust öregemberként ábrázolták, mint Atyát, de Krisztus attribútumai megmaradtak.
A Krisztus ikonok közül kiemelkednek a Pantokrátor, a deészisz illetve az akheiropoietosz típusok. A Pantokrátor ábrázolásnál Krisztust a világ uralkodójaként láthatjuk, gyakran szigorú tekintettel. A leghíresebb Pantokrátor-ábrázolás az athosz-hegyi Pantokrator monostor 1363-ban készült Pantokrátor ikonja. A deészisz ikonok esetében (maga a szó imát, könyörgést jelent) a szokásosan az ikonosztáz középső ikonjaként szereplő ikonon többnyire az Istenszülő és Keresztelő Szent János imádkozik Krisztushoz. Szép példája a deészisz ikonoknak a bajai szerb templom számára festett triptichon, amely Osztoja Mirkojevic alkotása. Az akheiropoietosz-ikonok emberi kéz érintése nélkül jöttek létre, többnyire legendás körülmények között.
A Bizáncban és különösen Oroszországban nagy tisztelettel övezett Istenszülő (Theotokosz) ábrázolásásának három alaptípusa létezik, mindhármat Szent Lukácsnak tulajdonítják: a Hodegetria, az Eleusza és a kevésbé elterjedt kis Jézus nélküli Istenszülő-ikonok. A Hodegetria típusnál Theotokosz (Szűz Mária) a gyermek Jézust tartja az oldalán, miközben rámutat, mint az emberiség megváltásának forrására. A Szűz feje általában a gyermek felé hajlik, aki áldó mozdulattal emeli fel a kezét. Az Eleusza (a szó irgalmat, könyörületet jelent) ikonábrázolásnál a kis Jézust az Istenszülő a jobb karjában tartja, Jézus átöleli anyját, és összeér az arcuk. Jelentős ábrázolástípus a Galaktotrophusza (Szoptató Istenanya, Virgo Lactans) amelyről úgy vélik, hogy elsősorban orosz hatásra jött létre. A Virgo lactans típus Egyiptomból került Nyugatra és Bizáncba, ahol már ismert volt, de nem mint bevett ikon-séma, hanem mint egyszerű műfaji motívum, amely az ókeresztény és késő hellenisztikus művészetből származik. Egyiptom hatása azért volt meghatározó, mert az ottani művészek alkalmazták először ezt a típust ikon-típusként. Egyiptomban Ízisz (általában Hórusz szoptatójaként ábrázolt) imádata ősi és erőteljes hagyomány volt. Ízisz az egyiptomiak kedvelt mitológiai alakja volt, és óriási népszerűségnek örvendett.

A szín is fontos szerepet játszik. Az arany a mennyei ragyogást, a vörös az isteni életet jelképezi. A kék az emberi élet színe, a fehér az Isteni teremtetlen fény, csak a Krisztus feltámadása és átváltoztatása képeknél használatos. Ha megnézzük Jézus és Mária ikonjait: Jézus piros alsóruhát visel kék felsőruhával (Isten emberré lett), Mária pedig kék alsóruhát visel piros felsőruhával (az ember ajándékokat kapott Istentől), így a deifikáció tanát közvetítik az ikonok. A betűk is szimbólumok. A legtöbb ikonon szerepel valamilyen kalligrafikus szöveg, amely megnevezi az ábrázolt személyt vagy eseményt. Még ezt is gyakran stilizált módon jelenítik meg.

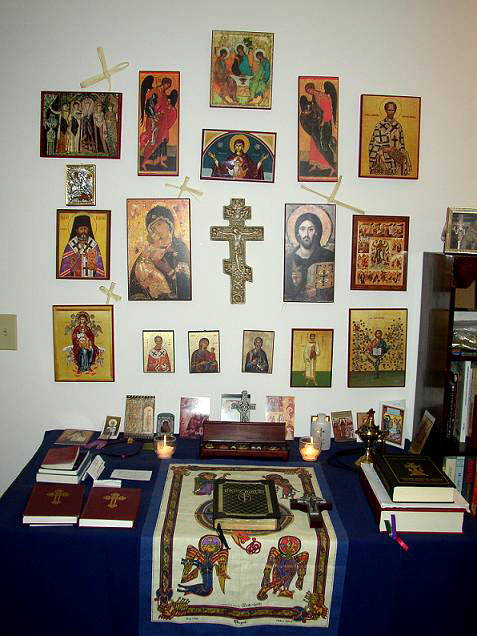
Egy meglehetősen bonyolult keleti ortodox ikonsarok, ahogyan egy magánlakásban található

A középkori ikonok háttere általában aranyszínű (ritkábban ezüstszínű), amelyet többnyire aranyfüsttel készítenek, de előfordulhat okkersárga festékkel történő színezés is. Az aranyszínű háttér a mennyet vagy az isteni fényt mint a fény legmagasabb minőségét szimbolizálja. A barna a föld, azaz a humusz színe, a bíbor a császárok színe, Krisztus és az Istenszülő ruházata is gyakran bíbor. A fehér szín a tisztaságot jelképezi., a fekete a halál, a gonosz, a pokol színe. Az ikonfestők ódzkodtak a fekete használatától. A szerb ikonok gyakran kék hátterűek, de a görög ikonokra nincs ilyen szabály. Oroszországban azonban már a középkorban is ismertek vörös alapozású ikonokat (Krisztus a trónon a kiválasztott szentekkel és Szent János Climacus a peremszentekkel; mindkettő Novgorodban a 13. század második felében). A formák gyakran strukturáltak és világosak, sík háttérrel, testiség nélkül, mivel ez már földi lenne. A színek, a figurák egymáshoz viszonyított mérete, elhelyezkedése és a háttér perspektívája a középkorban nem volt realista, hanem szimbolikus jelentéssel bírt. A háttér és az előtérben lévő tárgyak (pl. asztalok, székek, kelyhek) perspektívája gyakran szándékosan "rosszul" van kialakítva, hogy a kép előtt legyen az eltűnési pont (fordított perspektíva). A környezet gyakran visszahúzódik a tiszteletre méltó személy mögé.
Minden személyt az adott nyelven (pl. görögül, oroszul, ószlávul) epigráfiával (rövidítéssel) azonosítanak, hogy a valós személyre való hivatkozás megmaradjon, és az ikon tisztelete ne váljon öncélúvá. A keresztény ikon csak a felirat által válik ikonná; a felirat nélküli ikonok nem tiszteletre méltó képek, és nem is lettek megszentelve. A szentek kezében is gyakran találunk tekercseket vagy könyveket szöveggel, amelyek a román és gótikus művészethez hasonlóan üzenetet hordoznak. A pantokrátori ikon kezében gyakran egy evangéliumos könyvet tartanak, amely az ikon szándékához rendelt újszövetségi bibliai szakaszt adja vissza. Gyakran azonban az evangélium könyve be van csukva. A nyitott evangéliumos könyvben a Krisztus-ikonok felirata : „Jöjjetek én hozzám mindnyájan, a kik megfáradtatok és megterheltettetek, és én megnyugosztalak titeket, vegyétek fel magatokra az én imámat és tanuljátok meg tőlem, hogy én szelíd és alázatos vagyok és nyugalmat találtok a ti lelketeknek”. Az írásos vagy szóbeli tanításokat hátrahagyó szentek ikonjait gyakran egy könyvvel ábrázolják, amelynek nyitott lapjai tanításuk központi kijelentését tartalmazzák.

### Ujjtartások
Az áldást osztó ujjtartás esetében a függőlegesen tartott jobb kézen a mutatóujj fis függőleges, a középső félkörben meghajlik, a gyűrűsujj a hüvelykujjal elvágólag vízszintesen látszik, a kisujj ugyancsak félkör alakban áll. Az ujjtartást betűnként értelmezve (ICXC) Jézus nevének rövidítése olvasható ki. Ez az áldást osztó kéztartás a Pantokrátor illetve különböző szerzetesek és főpapok ikonjain jelenik meg. A keresztvetéskor a pravoszláv, háromujjas keresztvetés látható, ahol a hüvelykujj, a mutatóujj és a középső ujj végei összeérnek. Ezek az ujjak a szentháromságot jelképezik, a gyűrűsujj és a kisujj Krisztus kettős természetét szimbolizálja. Ószertartás szerint két ujjal, a mutató és középső ujjal vetnek keresztet, ami Krisztus kettős természetére, a többi, a behajlított és összeérő ujj a szentháromságra utal. Az óhitűek ikonjain a két ujjat sokszor aránytalanul nagynak ábrázolják.

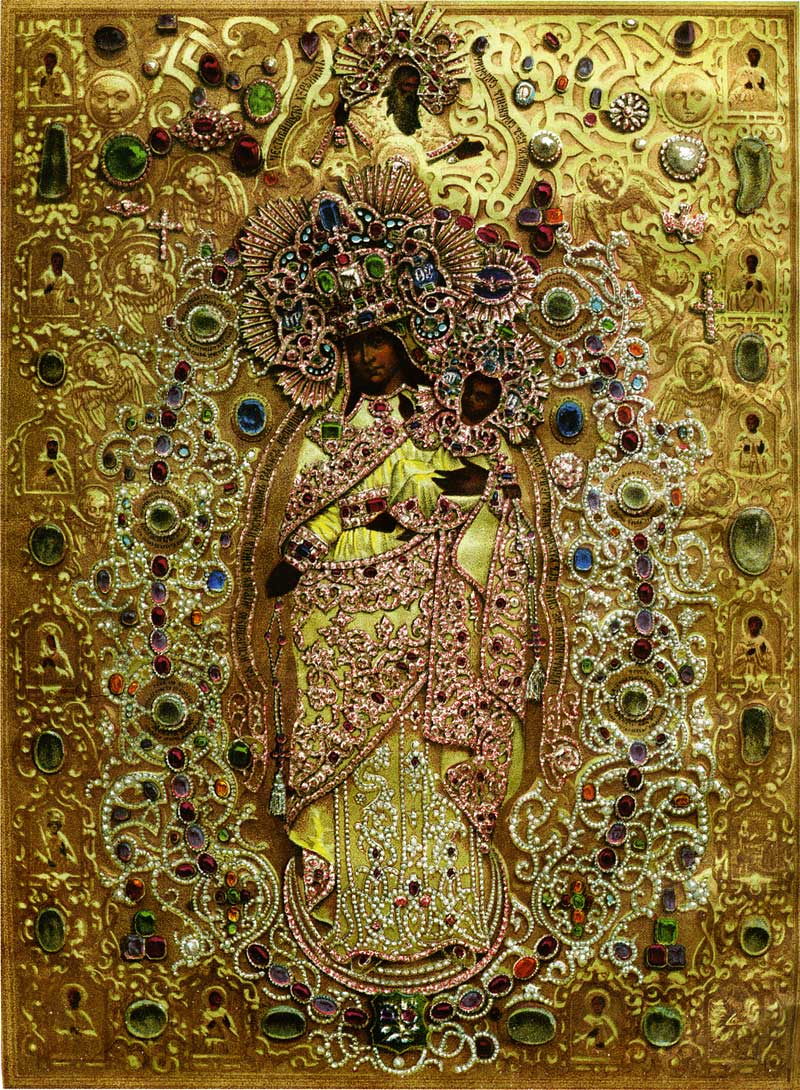
Egy értékes orosz ikon a Minden szomorkodónak öröme, 1862

## Elkészítése
Bár az ikonok sokféle formát ölthetnek – mozaik, freskó, hímzés, faragott fa, fémvésés – a leggyakoribb médium a tojástemperával történő festés, fatáblákra. A méret rendkívül változatos, az apró ikonoktól kezdve, amelyek amelyeket a hívők maguknál hordhattak, egészen az ajtó méretű táblákig, vagy akár teljesen festett falakig.
A fára festett ikonok esetében a több darabból összeillesztett, csiszolt felületű fatáblákra enyvvel vásznat ragasztanak, majd egy sablon alapján erre krétával felviszik a mintát. Tojástemperával a sötét majd az egyre világosabb színeket hordják fel. A részmunkákat a festők megosztották egymás között, attól függően, ki értett jobban az arc vagy a test, a ruházat különböző részeinek megalkotásához. Néha a képek feliratokat is tartalmaztak. Az elkészült festményt védőréteggel látták el (többnyire olaj). A Nyugat-Európában elterjedt sfumato-eljárást, azaz a körvonalakon belüli fény-árnyékhatások festői ábrázolását elég későn kezdték alkalmazni az ikonfestészetben. A mozaik vagy a domborított rézlemez eljárásnál többnyire az alakok festményekhez igazodó megformálása figyelhető meg. Ez azt jelenti, hogy az alakok arcát, esetleg ruházatát szabadon hagyva a környezetüket rézlemez borítja A 9–11. századtól a 11. századig terjedő időszakból nagyobb számban maradtak fenn fémből, zománcból, elefántcsontból és szteatitból készült domborművek, mint táblaképek. Ezt a fa rothadásának tulajdonítják. A Hagia Szophia kápolnaburkolatának hatodik századi díszítéséről szóló értekezésében Szilágyi Pál megemlítette a Krisztus, az angyalok, a próféták, az apostolok és a Szűzanya alakjait ábrázoló fém-repozitációs korongokat is.
Az ikonokat gyakran gyertyával vagy kanóccal ellátott olajos edénnyel világítják meg. (A gyertyákhoz méhviaszt, az olajlámpákhoz pedig olívaolajat használnak előszeretettel, mert ezek nagyon tisztán égnek, bár néha más anyagokat is használnak.) A vallási képek lámpával vagy gyertyával való megvilágítása ősi, a kereszténység előtti gyakorlat.

## Keleti ortodox tanítás

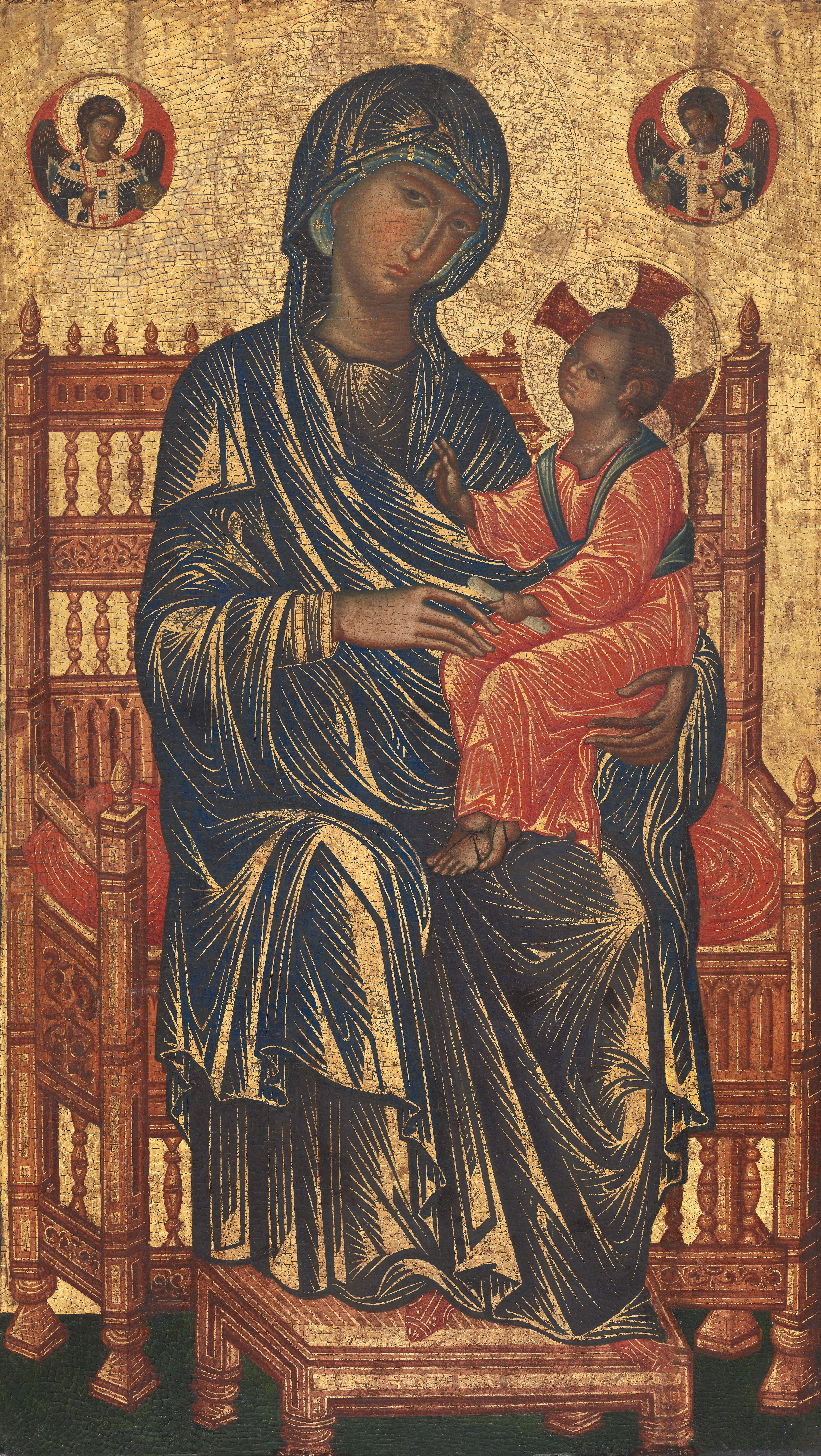
Az érzelmi téma kissé érdektelen kezelése és a trónusra és az anyagi világ egyéb részleteire fordított aprólékos figyelem különbözteti meg ezt az italo-bizánci művet a konstantinápolyi udvari ikonfestők munkáitól. Egy középkori szicíliai mester munkája.

Az ikonok eredetéről alkotott keleti ortodox nézet általában meglehetősen eltér a legtöbb világi tudós és a kortárs római katolikus körök némelyikének nézetétől: Az ortodox egyház fenntartja és tanítja, hogy a szentkép a kereszténység kezdete óta létezik. Azokat a beszámolókat, amelyeket egyes nem ortodox írók legendának tartanak, a keleti ortodoxia történelminek fogadja el, mert az egyházi hagyomány részét képezik. Így az olyan beszámolókat, mint a csodálatos módon létrejött „nem kézzel készített képek”, és a könnyező és mozgó ikonok létezését, (például a Novgorodi Jeles Istenanya), tényként fogadják el: az egyházi hagyomány például beszámol a Megváltó életében már létező ikonról is (Veronika fátyla, vagy egyéb kéz nélkül készült ikon) és a Legszentebb Theotokoszról közvetlenül készült ikonokról.
A keleti ortodoxia továbbá azt tanítja, hogy az ikonok fontosságának a hangsúlyozása az egyháznak a kezdetektől fogva része volt, és soha nem változott, bár a jelentőségükre vonatkozó magyarázatok az idők folyamán fejlődhettek. Ennek oka, hogy az ikonfestészet a megtestesülés teológiájában gyökerezik (Krisztus Isten eikonja azaz képe), amely nem változott, bár egyházon belüli értelmezése az első hét ökumenikus zsinat idején történt. Emellett az ikonok a kereszténység történelmének nagy részében az írástudatlan hívők tanításának eszközeiként szolgáltak. Az ikonok tehát „festett szavak”; az üdvösség történetére és annak konkrét személyekben való megnyilvánulására utalnak. Az ortodox egyházban az ikonokat mindig is egyfajta vizuális evangéliumként, a megtestesült „logosz” Isten által az embernek adott nagy dolgok tanúságaként értelmezték. A 860-as zsinaton kimondták, hogy az ikonok „mindazt, ami szótagokkal írt szavakkal hangzik el, a színek nyelvén is hirdetik”.
A keleti ortodoxok a kép vagy ikon első előfordulását a Bibliában (Septuaginta) találják, amikor Isten az embert a saját képére teremtette, (Mózes 1:26-27). Mózes 2. könyvében Isten megparancsolta az izraelitáknak, hogy ne készítsenek semmiféle faragott képet; de nem sokkal később megparancsolta, hogy készítsenek faragott képeket a frigyláda részére kerubokról és más hasonló dolgokról, mind szoborként, mind faliszőnyegekre szőve. Később Salamon még több ilyen szobrot készíttetett, amikor az első templomot építette. A keleti ortodoxok úgy vélik, hogy ezek ikonoknak, képmásoknak minősülnek, mivel látható képek voltak, amelyek mennyei lényeket ábrázoltak, és a kerubok esetében arra szolgáltak, hogy közvetve jelezzék Isten jelenlétét a frigyláda felett.
A Számok könyvében (Számok 21:4-9) azt írják, hogy Isten azt mondta Mózesnek, hogy készítsen egy bronzkígyót, (Nehustán), és tartsa magasra, hogy aki ránéz a kígyóra, meggyógyuljon a kígyómarásából. János 3. könyvében Jézus ugyanerre a kígyóra hivatkozik, és azt mondja, hogy őt is ugyanúgy kell felemelni, mint a kígyót. Damaszkuszi János szintén ikonként tekintett a bronzkígyóra. Továbbá magát Jézus Krisztust (Pál Apostolnak a Kolosszébeliekhez írt levele 1:15) a „láthatatlan Isten képmásának” nevezi, tehát bizonyos értelemben ikon. Mivel az emberek is Isten képmásai, az emberek is élő ikonoknak tekinthetők.
Damaszkuszi János szerint, aki az ikonok elpusztítására törekszik, az Krisztus, a Szent Szűzanya és a szentek ellensége, és az ördög és démonai védelmezője. Ez azért van így, mert az ikonok mögötti teológia szorosan kapcsolódik Jézus emberségének és istenségének inkarnációs teológiájához, így az ikonok elleni támadások jellemzően magának Jézusnak az ökumenikus zsinatokon megvilágított megtestesülését ássák alá vagy támadják.
Cézáreai Bazilusz a A Szentlélekről című írásában azt mondja: „A képnek kijáró tisztelet átmegy az ősképre”. A fogalmat a következő mondattal is illusztrálja: „Ha rámutatok egy császárszoborra, és megkérdezem tőletek: "Ki az?", a válaszotok helyesen az lenne: "Ez a császár". Amikor ezt mondod, nem azt érted, hogy maga a kő a császár, hanem azt, hogy a név és a tisztelet, amit a szobornak tulajdonítasz, átmegy az eredetire, az archetípusra, magára a császárra.” 

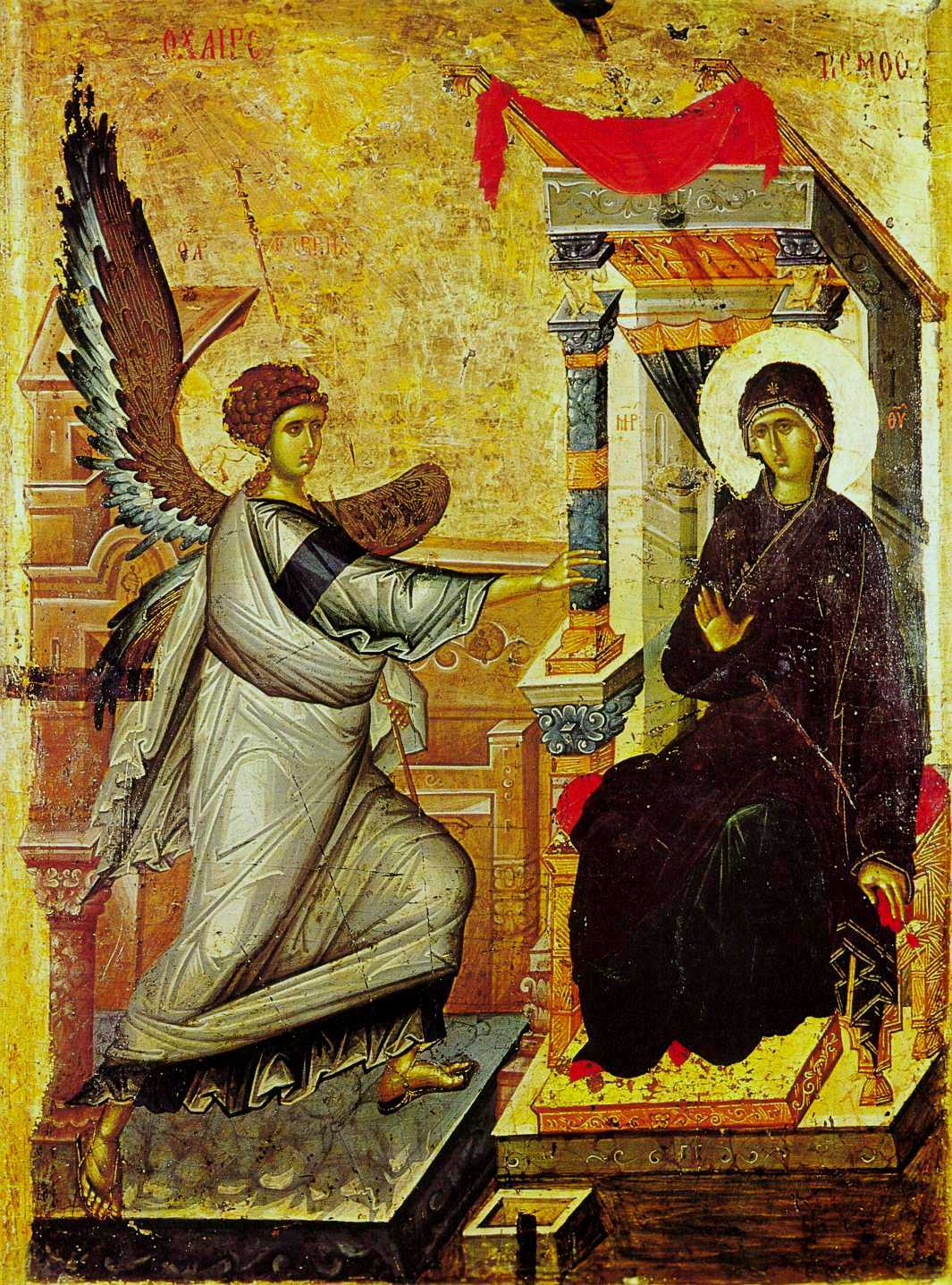
A palaiológosz-kori festészet egyik legfontosabb darabja az Igehirdetés (Annunciáció) ikonja az ohridi Szent Kelemen templomból (Macedónia, 14. század első negyede).

## Ikonfestészeti hagyományok régiónként

### Szentföld, Sínai-hegy
A Szent Katalin-kolostorban lelhetők fel az ikonfestészet első jelentős alkotásai. A görög ortodox kolostort 550 körül alapították és ez a világ egyik legrégebbi, folyamatosan eredeti feladatkörében működő kolostora. 
Az ószövetségi feljegyzések szerint itt, a hegyen kapta meg Mózes a törvény tábláit. 
A kolostorban található a világ legrégebbi, folyamatosan működő könyvtára, felbecsülhetetlen értékű kora keresztény kéziratokat és ikonokat őriznek, valamint egy Jézus színeváltozását ábrázoló, szintén a korai kereszténység korából származó mozaikot.

### Bizánci Birodalom
A Bizáncban – konstantinápolyi központtal – kialakult ikonfestészeti hagyományt a 11. századtól csak néhány ikon reprezentálja, az azt megelőzőből pedig egy sem, részben az ikonoklasztikus időszak vitái miatt, amelyek során sok ikon megsemmisült vagy elveszett, később a Velencei Köztársaság hatalomra kerülése (1204) során történt fosztogatásai amelyet a Negyedik keresztes hadjárat alatt követtek el, végül pedig Konstantinápoly eleste 1453-ban szorította vissza az ikonok megjelenését.
Csak a Komnénosz-korszak (1081-1185) során terjedt el az ikon kultusza a bizánci világban, részben a gazdagabb anyagok (mint a mozaikok, elefántcsont és üvegzománcok) hiánya miatt, de azért is, mert ekkor vezették be az egyházi gyakorlatban az ikonok számára szolgáló ikonfalak alkalmazását (ikonosztázok). A kor stílusa szigorú, hieratikus és távolságtartó volt.
A késő Komnénosz-korszakban ez a szigorúság enyhült, és a korábban kerülendőnek tartott érzelmek megjelentek az ikonfestészetben. E változás jelentős emlékei közé tartoznak a Daphni kolostor falfestményei (1100 körül) és a Szent Panteleimon-templom Szkopje közelében (1164). A Vlagyimiri Theotokosz (1115 körül) talán a legreprezentatívabb példája a spiritualitás és az érzelmek felé mutató új irányzatnak.
Az ikonok érzelmességet megjelenítő ábrázolásmódja az 1261-ben kezdődő Palaiológosz-korszak idején is folytatódott. A Palaiológosz művészet a csúcspontját az olyan mozaikokban érte el, mint például a ma mecsetként használatos Isztambul melletti Edirnekapı Chora-templom mozaikjai. A 14. század utolsó felében a Palaiológosz-szenteket eltúlzott módon, torz pózokban, vagyis a Palaiológosz-manierizmusnak nevezett stílusban festették meg, amelynek kiváló példája a Ohridi igehirdetés.
A "posztbizánci" kifejezést sok történész a görög művészek 1453 után készült munkáira használja. Azok a műalkotások, amelyek e dátum után egy évszázaddal készültek, Konstantinápoly falain kívül készültek, mivel a törökök a hódítás után legalább egy évszázadig nem engedték a keresztény művészet megjelenítését, kivéve az alapvetően kézműves munkákat, mint például a fazekasság, a fafaragás vagy az építészet. A 16. század elején az olyan Szulejmán lehetővé tette, hogy a keresztény művészet bizonyos formáinak művelését. A város kifosztása a festők és szobrászok nagyarányú kivándorlásához vezetett. Csak az építészek maradtak, akik a szultánokban felvilágosult munkaadóra találtak. Néhány festő, mint például Theophanész Oroszországba ment, és munkássága nagy hatással volt Andrej Rubljovra.

### Kréta, Ciprus és a Balkán

„Jobb kezed felől királyné áll”-ikon Moszkva, Kreml, Istenanya elszenderedése (Uszpenszkij) székesegyház

Konstantinápoly eleste után (1453) a bizánci hagyományt a korábban vallása és kultúrája által befolyásolt régiókban folytatták – a Balkánon, Oroszországban és más szláv országokban, Grúzia és Örményország területén a Kaukázusban, valamint az iszlám világ keleti ortodox kisebbségei között. Kréta 1204-től 1669-ig velencei ellenőrzés alatt állt, és virágzó művészeti központtá vált, ahol végül nyugati mintára létrejött a posztbizánci stílusban alkotó Scuola di San Luca, egy szervezett festőcéh, a Szent Lukács céh, amely stílusa miatt Krétai iskola néven vált ismertté. A krétai festészetet mind a velencei területek katolikusai, mind a keleti ortodoxok erősen patronálták, hiszen európai exportja révén mindkét vallási felekezetnek szállított. A könnyebb szállítás érdekében a krétai festők a táblaképekre specializálódtak, és ráálltak arra, hogy sokféle stílusban dolgozzanak, hogy megfeleljenek a különböző mecénások ízlésének. A krétai ikonfestő iskola kezdeteit Andréasz Rízosz nevével fémjelzik, aki 1421 körül született Candiában (ma Iráklio). Nevéhez játszadozó gyermekével ábrázolt Istenanya ikonjai kötődnek,
El Greco, aki a krétai hírnevének megalapozása után Velencébe költözött, az iskola leghíresebb művésze volt, és továbbra is sok bizánci sémát és konvenciót használt műveiben. 1669-ben a krétai Heraklion városa, amely egy időben legalább 120 festővel büszkélkedhetett, végleg a törökök kezére került, és ettől kezdve a görög ikonfestészet hanyatlásnak indult; a 20. században olyan művészeti reformerek próbálták újraéleszteni, mint Photis Kontoglou, akik a korábbi stílusokhoz való visszatérést hangsúlyozták. Az itáliai reneszánsz az ikonfestészetben is jelentkezett. Az úgynevezett italo-bizánci stílusban készült ikonok Cipruson a 12. századtól jelentek meg, ugyanakkor az erőteljes befolyás amit Konstantinápoly gyakorolt Thesszaloniki, Szerbia és Oroszország ikonfestészetére már Cipruson is jelentkezett.
A 17. században Mihaíl Damaszkinosz körülbelül száz ikonnal járult hozzá a krétai ikonfestési hagyományokhoz, képeit nagyfokú eklekticizmus jellemezte, ami a megrendelők különböző rétegeivel és származásával magyarázható. A kor legszebben illusztrált görög kézirata Grigórisz Klocász nevéhez fűződik, a kódex a velencei Libreria Marcianában maradt fenn. Ugyancsak jelentős alkotó volt kortársa Ángelosz is, aki inkább a bizánci hagyományokat követte. Candiában élt a 17. század két igen jelentős ikonfestője, a Lambárdoszok (ezzel a szignóval írtálk alá nevüket), akik az Athosz-hegy hagyományait követték. Kréta török hódítása után az candiai festők Itáliába, vagy a Közép-görög szigetekre költöztek, ahol hagyományaik vagy elsorvadtak, vagy beolvadtak a helyi nép kultúrájába. Utolsó jelentős festőjük Emánuíl Canész (1610–1690) volt. A görög félszigeten a Thébaiból származó Frángosz Kasztelánosz az egyik legjelentősebb festő, akinek művészete már barokkos jelleget mutat. Neki tulajdonítható a Metéóra-beli Varlám-kolostor ikonosztázionján található Krisztus Pantokrátor ábrázolás. A krétai festőiskola 18. századi művészeinek alkotásai megtalálhatók az esztergomi Keresztény Múzeumban is.
- Istenanya a játsszó gyermekkel, az Eleusza egyik változata. A képet Andréasz Rízosznak tulajdonítják.
- Péter és Pál apostolok, 16. század, Áthosz-hegy, Nagy Lavra, Szent Athanasziosz kápolna.

#### Balkán

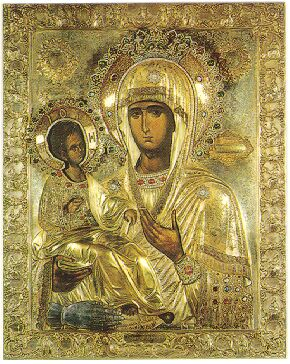
A Háromkezű Istenszülő „Trojeručica” képe a Hilandar kolostorból az Athosz-hegyről

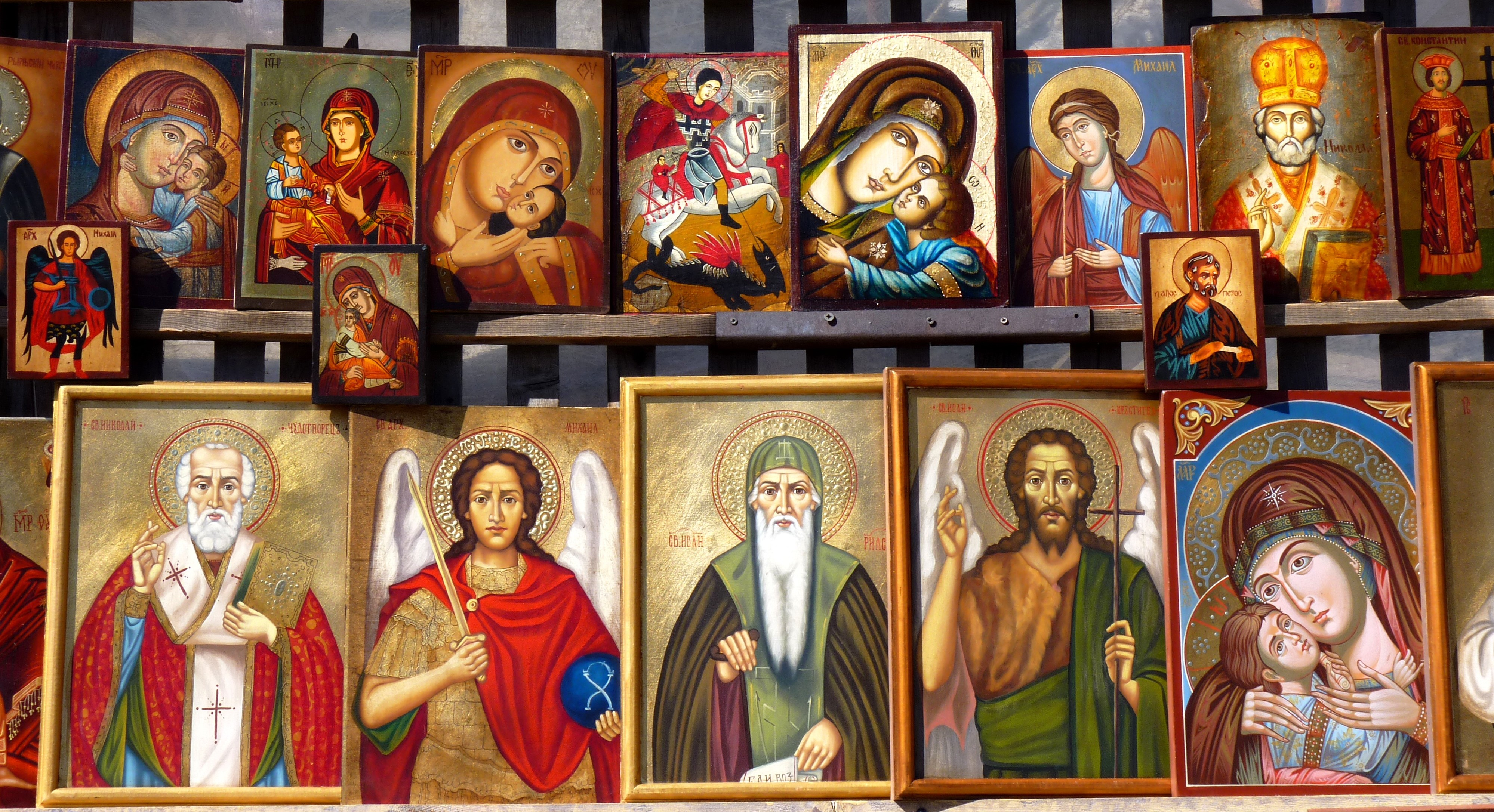
A szófiai utcán árusított ikonok

A Balkán területén a török inváziót követően a gazdag patrónusok már nem töltötték be a művészet finanszírozásának elsődleges szerepét, így Itália művészei mögött az ortodox ikonfestészet művelői lassan lemaradtak. Ez annak is köszönhető, hogy nem voltak képesek elszakadni a bizánci teológiai elvárásoktól. Az olasz-görög ikonfestők hiába próbálták beemelni a díszítő elemek közé a valós perspektívát, illetve a táj és a természet valószerű ábrázolását, a kísérlet úgy tűnt, kudarcot vallott. Az alapvető ikonikus koncepcióval jelentkező, a 17. század legnagyobb mediterrán mestereinek (Theodor Pulakis, Emmanual Zanfurnari, Viktor, a Görög, Éliás Moschos, illetve közvetlen elődeik, Andreas és Nicolas Ricos) művei valójában visszalépést jelentettek a két keresztény világ ikonikus szemléletének egyesítésében.
A nagyobb művészeti központok Szerbiában, Moldovában, Macedóniában működő festői, illetve az Athosz-hegy ikonjai saját jellegzetes stílusokkal tűntek ki, ám folyamatosan hűek maradtak a konstantinápolyi elvárásokhoz is. A macedóniai Ohrid fontos művészeti központ lett, az Athosz-hegy világtól elzárt kolostoraiban a szerzetesek már a 16. és 17. században az újfajta szemléletnek megfelelően alkottak.
Bulgáriában már a 13. században iskolák alakultak. A török uralom alatt (1396–1878) ezek a festőiskolák csak kisebb intenzitással működtek, elsősorban a támogatások hiánya miatt. Új szentélyek nem épülhettek, így az ikonok nem fejlődtek, nem újultak meg. A 17. században azonban már valamelyest a török fennhatóság is lazult, új templomok készültek, illetve a régiek felújítására is sor kerülhetett. Az ikonfestészetet itt már nemcsak a nyugati hatások befolyásolták, hanem bizonyos mértékig megjelentek az iszlám elemek is. A meseszerű, sematikus ábrázolásmód egyik példája a 17. században készült Szent György és a sárkány ikonja.
A szerbiai ikonokról szóló legkorábbi történelmi feljegyzések a Nemanjić-dinasztia idejéből származnak. A szerb ikonfestészet jelentős iskolája a Kotori-öbölben működött a 17. századtól a 19. századig. A Trojeručica, azaz „Háromkezű Theotokos” a szerb ortodox egyház legfontosabb ikonja és az Athosz-hegy fő ikonja. Szerb hatásra jöttek létre a Jobb kezed felől királyné áll és a Szoptató Istenanya (Galaktotrophusza) típusok is.
A szerb ikonfestészetet elsősorban a bizánci hagyományok továbbélése jellemezte, a 16. században azonban már önálló hangot ütött meg az ipeki patriarchátushoz tartozó Peč szerzetese, a költő Longin a dečani kolostorban és a koszovói templomokban és Boszniában, Montenegróban. Festményeinek jellegzetessége a részletgazdag háttér ábrázolása, az épületek, a táj megjelenítése.
A 17. század első felében alkotott Georgij Mitrofanovics szerzetes az Athosz-hegyen fekvő Hilandari-kolostorban, az alakok árnyékoltak, plasztikusak.
- Szent György harca a sárkánnyal, bolgár ikon 1667, Szófia, nemzeti múzeum
- Longin: III. Uros Szent István király az életből vett jelenetekkel, Decani, Szerbia
- Georgij Mitrofanovics: Trónoló szűz prófétákkal és himnuszírókkal 1616-17 (Montenegró, moračai kolostor)

### Nyugati szláv területek
A fehérorosz, lengyel, ukrán ikonok jellegzetessége az erőteljes nyugati hatás, ami az akkor uralkodó, a mongol ellenőrzést váltó litván uralom hatásra alakultak ki. A 16-18. században ezek a területek visszatértek orosz fennhatóság alá. Ezen országok közös jellemzője, hogy a katolikus és ortodox vallási háborúk mindvégig nyomot hagytak kultúrájukon. Az ikonokról elmondható a népies jelleg, és naiv festészeti megfogalmazás, mégis egyfajta összeköttetést képeznek a nyugati és keleti stílusok között. A minszki Krisztus születése a naiv ábrázolásmódra utal. Az ukrán Hodegetria-ábrázolás már erőteljesen realista, jellemzően az ukrán nőtípus nyugati stílusú ábrázolásával tűnik ki. Az arckifejezés életteli, már nem sematikus. A nyugati szláv ikonokon sokszor előfordul a politikai események főbb szereplőinek megjelenítése, legtöbbször az Oltalmazó istenanya típusú ikonokon. A lengyel katolicizmus a népnemzeti azonosságtudattal összeforrt, ennek egyik jelképeként az ikonok különleges jelentést hordoznak. A lengyel ikonok fő témája Krisztus szenvedéstörténetének bemutatása.
- Királyok imádása, belorusz ikon, 1746, Minszk, Képzőművészeti múzeum
- Borbála és Julianna mártírnők ukrán ikon, 18. század, Kijev, Ukrán Művészeti Múzeum
- Borbála közelkép
- A częstochowai Fekete Madonna ikonja, Lengyelország egyik nemzeti jelképe

### Oroszország

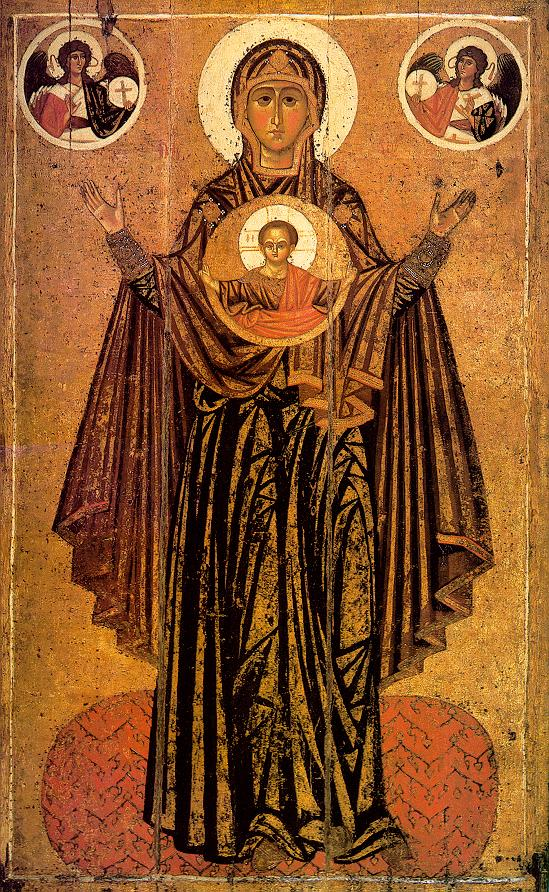
A Nagy Panagia, kijevi iskola, jelenleg a moszkvai Tretyakov képtárban található

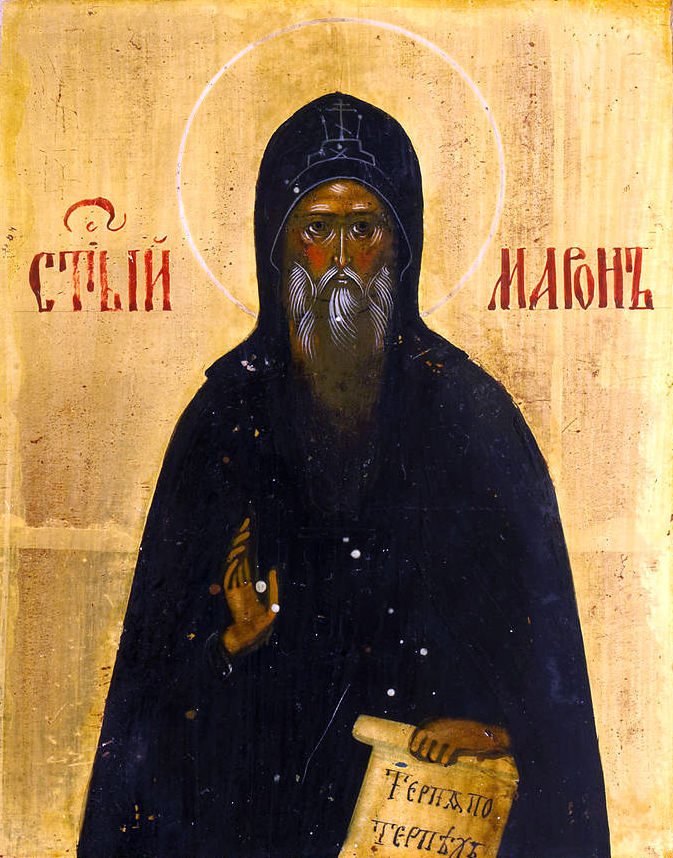
A maronita egyházi felekezet megalapítója Szent Maron. Orosz egyházi ikon (19. század).

Az ikonok használata és készítése a Kijevi Rusz területén a Kelet-római (Bizánci) Birodalomtól az ortodox kereszténységre való áttérést követően, 988-ban terjedt el, miközben átvette a hagyományos ikonográfiát, amely a következő időszakban fokozatosan terjedt el Bizáncból és a Balkánról. Az idő múlásával fokozatosan stilisztikai változások következtek be. Az orosz ikonfestészet olyan jellegzetességeket vett fel, amelyek megkülönböztették azt az ortodox világ más részein készült képektől, sőt orosz földön belül is kezdtek megjelenni regionális és helyi jellegzetességek a környező közösség igényeinek és elképzeléseinek megfelelően. Ezek az ikonok általában szigorúan követték a használat által megszentelt mintákat és formulákat, amelyek közül néhány Konstantinápolyból származott. Az idő múlásával az oroszok – nevezetesen Andrej Rubljov és Gyionyiszij – az ikonok típusainak és stílusainak örökölt szókészletét messze túlszárnyalták. A nyugat-európai vallásos művészet személyes, improvizatív és kreatív hagyományai nagyrészt hiányoznak Oroszországban a 17. század előtt, amikor Szimon Fjodorovics Usakov festészetére fokozatosan hatást gyakoroltak a protestáns és a katolikus Európa vallásos festményei és metszetei.
Az ikonfestők általában nem maguk találták ki a témájukat, mint általában a nyugaton működő művészek. Ők egy ikonográfiai típust követtek, amelyet a szokások és az egyházi hatóságok alakítottak ki és hoztak létre. Ezért van az, hogy az azonos témát ábrázoló ikonok, még ha évszázadok választják is el őket egymástól, annyira hasonlítanak egymásra. A művésznek kötelessége volt követni az úgynevezett podlinnikben (festészeti kézikönyvekben) összegyűjtött példákat, és legfeljebb a színek megválasztásában lehettek önállóak. Minden másban a hagyományos kánon szerint kellett eljárniuk. Ennek ellenére az ikonfestészetben nem kizárólag a jóváhagyott és kanonizált ábrázolástípusok érvényesültek, a művészek nem csak engedelmesen reprodukálták azt, ami már előttük is létezett. A Ruszban elfogadottá vált ikonográfia sok generáció közös munkájának eredménye volt, és ebben a festők ugyanolyan fontos szerepet játszottak, mint a tanult teológusok és vallási írók. Az ikonográfiai típusok kanonizálása, a podlinnik, nyilvánvalóan viszonylag későn jelent meg, a hagyomány megcsontosodásának, a kreatív ikonográfiai szemlélet elszegényedésének jeleként.
A korai orosz ikonfestészet számos témája a múltból származik, de sok más témát már újonnan alkottak. Egy olyan téma, mint a Szűz Mária közbenjárása, oroszországi keletkezése és történeti fejlődése a 13-16. századi orosz ikonokon követhető nyomon. A tizenötödik századi novgorodi művészek voltak felelősek például a Flóra és Lavra csodája (SS Florus és Laurus) ikonok ikonográfiájáért. Ugyanebből az időszakból származik a Jeles Szűzanya ikonja által művelt csoda című szép kompozíció. Külön figyelmet érdemel az a tény, hogy a festők még a hagyományos bibliai témák keretében, a hagyományok iránti tisztelet mellett is mindig képesek voltak hozzátenni valami sajátot, gazdagítani és új értelmezést adni az ősi kánonoknak.
Az orosz ikonok jellemzően fára festett, gyakran kisméretű festmények, bár a templomokban és kolostorokban találhatóak akár két méter magas, egy méter széles is. Oroszországban sok vallásos otthonban a falon a krasznij ugol-ban – a "vörös" sarokban – lógnak ikonok (ikon sarok). Az ikonokhoz gazdag történelem és bonyolult vallási szimbolika kapcsolódik. Az orosz templomokban a főhajót jellemzően egy ikonosztáz, azaz egy ikonokból álló fal választja el a szentélytől.
Oroszországban a legrégebbi ikonfestő központok Kijevben jöttek létre a 11. és 12. században, elsősorban a kijevi Hagia Szophia-templom körüli műhelyekben és a Lavra Pecserszka-kolostorban. Igen jelentős műhelyek jöttek létre Vladimirban, Novgorodban még a mongol invázió előtt. Kezdetben a bizánci stílusirányzatokat másolták, mivel számos – főleg Szűz Mária – ikont hoztak Konstantinápolyból, de később kialakult saját ábrázolásmódjuk és színviláguk, szimbolikájuk. Ezeket csodatévő tulajdonságokkal ruházták fel és keleti ortodox rítussal imádták őket. A vladimiri iskola a 12. századi felvirágzását Vszevolod hercegnek köszönheti, aki ifjúkorát Konstantinápolyban töltötte. Az itt készült ikonok fennkölt eszmeiséget és áhítatot mutatnak, jellemzőjük a szimmetria és a nagyfokú stilizáltság. A novgorodi Hagia Szophia templomra jellemző volt a gazdagon díszített könyv alakú szentségtartók használata (analogion) ahol azoknak a szenteknek a képeit helyezték el, akikért misét mondtak az adott hónapban. Földrajzi helyükre utaló nevet csak azok az ikonok kaptak, akikhez valamilyen csodatévő tulajdonságot társítottak. így keletkeztek a „Bjeloszerszki Szűz” vagy a macedóniai „Pelagonitiszai Szűz”, illetve a szerb „Studenicai Szűz” elnevezések.
A Novgorod és Konstantinápoly közötti kulturális együttműködést a mongol betörések illetve a Latin Császárság konstantinápolyi megjelenése befagyasztotta és csak igen lassú kulturális fejlődést láthatunk a tizenharmadik század közepétől. Az ikonfestészet központja Moszkvába helyeződött, ahol görög művészek jelentős értékeket hoztak létre. Ennek ellenére Oroszországban idegenkedtek az úgynevezett palailógosz-reneszánsz stílusától, amire jellemző volt a plasztikus térábrázolás és a szereplők életszerű taglejtésének megformálása, és utat engedtek a fény játékainak ábrázolásában is.
Oroszországban az egyik leghíresebb ikonfestő Hellászi Theophanész (Theophanosz a Görög) volt, aki a 14. században otthagyta Konstantinápolyt és megjelent Novgorodban, majd Moszkvában. Együtt dolgozott Gorodaci Prohorral és Andrej Rubljovval a Kreml és az Angyali Üdvözlet-templom képfalán. Andrej Rubljov a Szentháromság-kolostor szerzetese volt, jellemző alkotásai az érzékenység és finomság stílusjegyeit viselik. Olyan hírnévre tett szert, hogy egy 1551-es egyházi zsinat a görög mestereket és őt tette az ikonfestés példaképévé.
A Moszkvai Nagyfejedelemség fénykorában, a 15. században tevékenykedett Gyionyiszij (Dioniszij vagy Dionüsziosz, Dionisius), III. Iván uralkodása alatt, amikor Konstantinápoly 1453-as végső elfoglalása után Moszkvát a „Harmadik Róma”-ként tisztelték. Ekkor már a város igényt formált az egész ortodox világ vallási és kulturális irányítására, a templomokat ikonokkal látták el, Gyionyiszij légies, érzékeny, eszményesített alakjaival jelentős hírnevet vívott ki magának.
A 17. század közepén a Nyikon moszkvai pátriárka által a liturgiában és a gyakorlatban bevezetett változások az Orosz ortodox egyház megosztottságához vezettek. A tradicionalisták, az üldözött „régi rituálisok” vagy „óhitűek” (oroszul raszkolnyiki, azaz szakadárok) folytatták az ikonok hagyományos stilizálását, a kánonok szigorú betartására törekedtek. Az óhitűek az üldöztetés elől északra, illetve Szibériába menekültek, ahol zavartalanul festhették műveiket. Sok ikont magukkal vittek, így mentve meg azokat a megsemmisítéstől vagy átfestéstől. Ettől kezdve az ikonokat nemcsak a hagyományosan, nem realista módon készítették el, hanem az orosz stilizáció és a nyugat-európai realizmus keverékével, és a korabeli katolikus vallásos művészethez nagyon hasonló nyugat-európai művészi eszközökkel. A Sztroganov-iskola és a Nyevjanszkból származó ikonok az orosz ikonfestészet utolsó jelentős iskolái közé tartoznak.
- A Flóra és Lavra csodájának ikonja. Tretyakov Galéria, Moszkva.
- Moszkvai manierizmus: A pokolba szállás, Gyionyiszij és műhelye alkotása
- Grúz Hodegetria, egyik példája a perspektíva nélküli kétdimenziós ábrázolásnak. A Cilkani Istenanya a gyermekkel

### Grúzia
Az első grúz ikonok a 9. században jelentek meg, a legjelentősebb a Cilkani Istenanya a gyermekkel. A grúz ikonfestészet legsikeresebb korszaka a 11-12. századra esik. A különböző iskolák több festészeti stílusban dolgoztak, némelyik a görög hagyományokat követte, némelyik grúz talajon fejlődött ki. A 15. századtól a palaiologosz stílus vált uralkodóvá, majd a 17. századig a posztbizánci stílust követte.

### Románia
Romániában a 19. században elterjedtek és ma is készülnek üveg mögé helyezett, keretbe foglalt ikonok. Ezeket úgy készítették, hogy festéket vittek fel egy üvegdarabra, majd a képet az üveg megfordításával, az üvegen keresztül nézik. Az eljárást fordított üvegfestés néven ismerik. Az erdélyi vidéken a Moldovából, Havasalföldről és az Athosz-hegyről importált drága, táblás ikonokat fokozatosan felváltották a helyben készített, üvegre festett kis méretű ikonok, amelyek sokkal olcsóbbak voltak, és így az erdélyi parasztok számára is hozzáférhetők voltak

### Egyiptom és Etiópia
Az Alexandriai Kopt Ortodox Egyház és a Keleti Ortodoxia szintén rendelkezik sajátos, élő ikonfestészeti hagyományokkal. A kopt ikonok eredete az egyiptomi késő antikvitás hellenista művészetében keresendő, amint azt a Fajjumi múmiafestészet példázzák. A 4. századtól kezdve a templomok a hitük hiteles kifejezése érdekében festették ki a falaikat és készítettek ikonokat.

### Aleppo
Az Aleppói ikonfestő iskolát Juszuf al-Muszavvir (más néven József festő) pap alapította, és az akkoriban az Oszmán Birodalom részét képező Aleppóban működött legalább 1645 és 1777 között

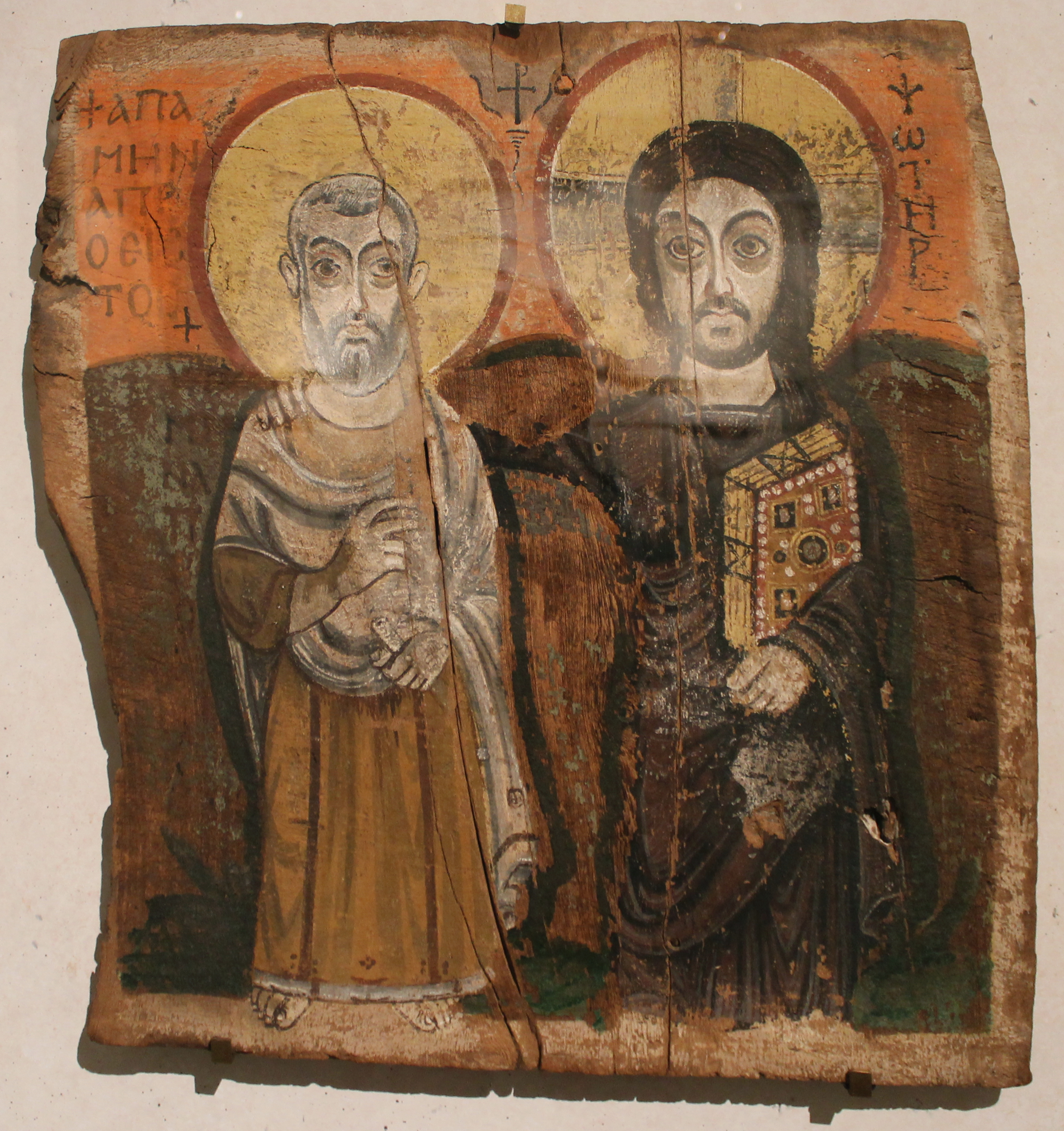
Szent Ména és Jézus 6. századi kopt ikon (Louvre)
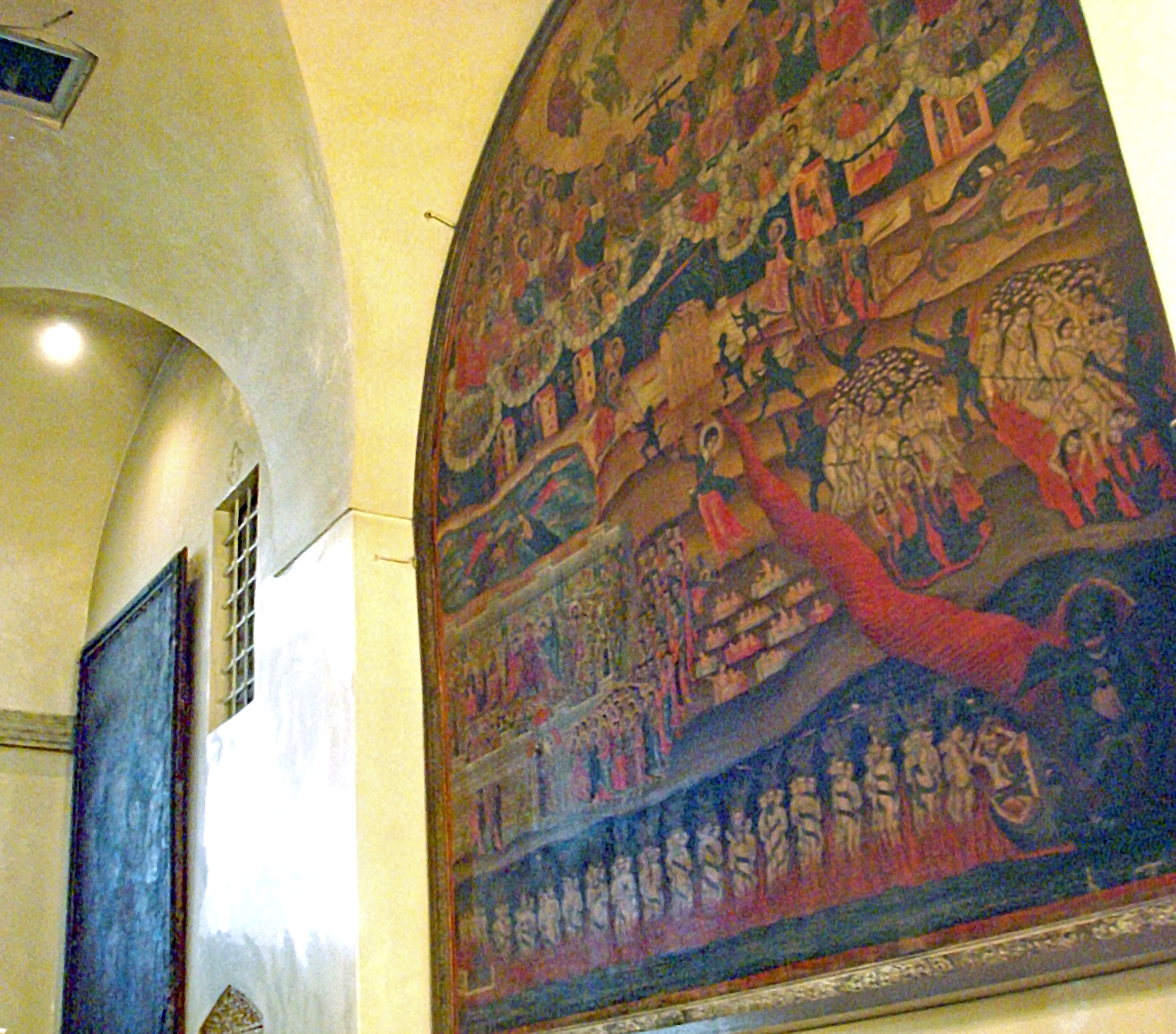
Az utolsó ítélet (1703) Nehmatallah Hovsep (aleppói iskola) egyik leghíresebb ikonja.

## Nyugati kereszténység
Bár a nyugati kereszténységben az 'ikon' elnevezést általában nem használják, vannak olyan vallásos műalkotások, amelyek nagyrészt a bizánci művek mintájára készültek, és ugyanolyan konvencionálisak a kompozíció és az ábrázolás tekintetében mint az ortodox ikonok. A 13. századig a szent alakok ikonszerű ábrázolásai keleti mintákat követtek – bár ebből a korai időszakból nagyon kevés alkotás maradt fenn, az itáliai példák pedig italo-bizánci stílusban készültek. A 13. századtól kezdve a nyugati hagyomány fokozatosan sokkal nagyobb rugalmasságot engedett meg a művésznek, és realisztikusabb megközelítést a figurákhoz. Nyugaton sokkal kisebb volt a képzett művészek száma, a táblaképek értelmében vett műalkotások mennyisége is sokkal kisebb volt nyugaton, ahol valószínűleg egyetlen diptichonként magában állt az ortodox "ikonsarokra" jellemző nagyobb gyűjtemények helyett.
Csak a 15. században kezdte megközelíteni a festett műalkotások létrehozása a keleti szintet, kiegészülve a krétai iskola tömeges importjával. Ebben a században az ikonszerű portrék népszerűségét óriási mértékben megnövelték a papírra nyomtatott régi mesternyomatok, főként a fametszetek bevezetése, amelyeket hatalmas mennyiségben állítottak elő (bár alig maradt fenn néhány). Ezeket többnyire kézzel színezve az egyházak árulták, és a legkisebb méretek (gyakran csak egy hüvelyk magasak) még a parasztoknak is megfizethetők voltak, akik egyenesen a falra szegezték azokat.

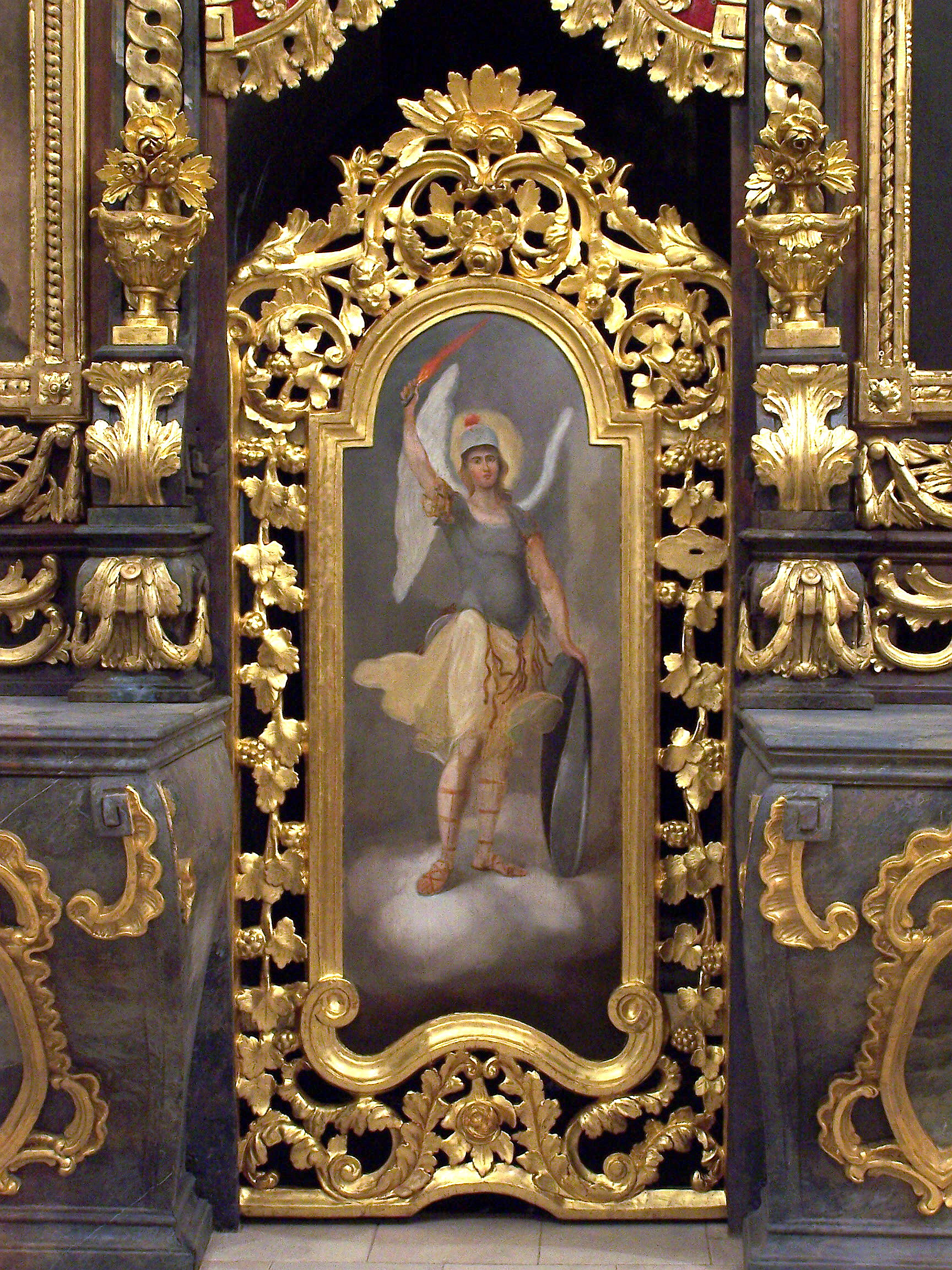
Egy nyugati stílusú ikon Mihály arkangyal a görög katolikus Hajdúdorogi Székesegyház ikonosztázában.
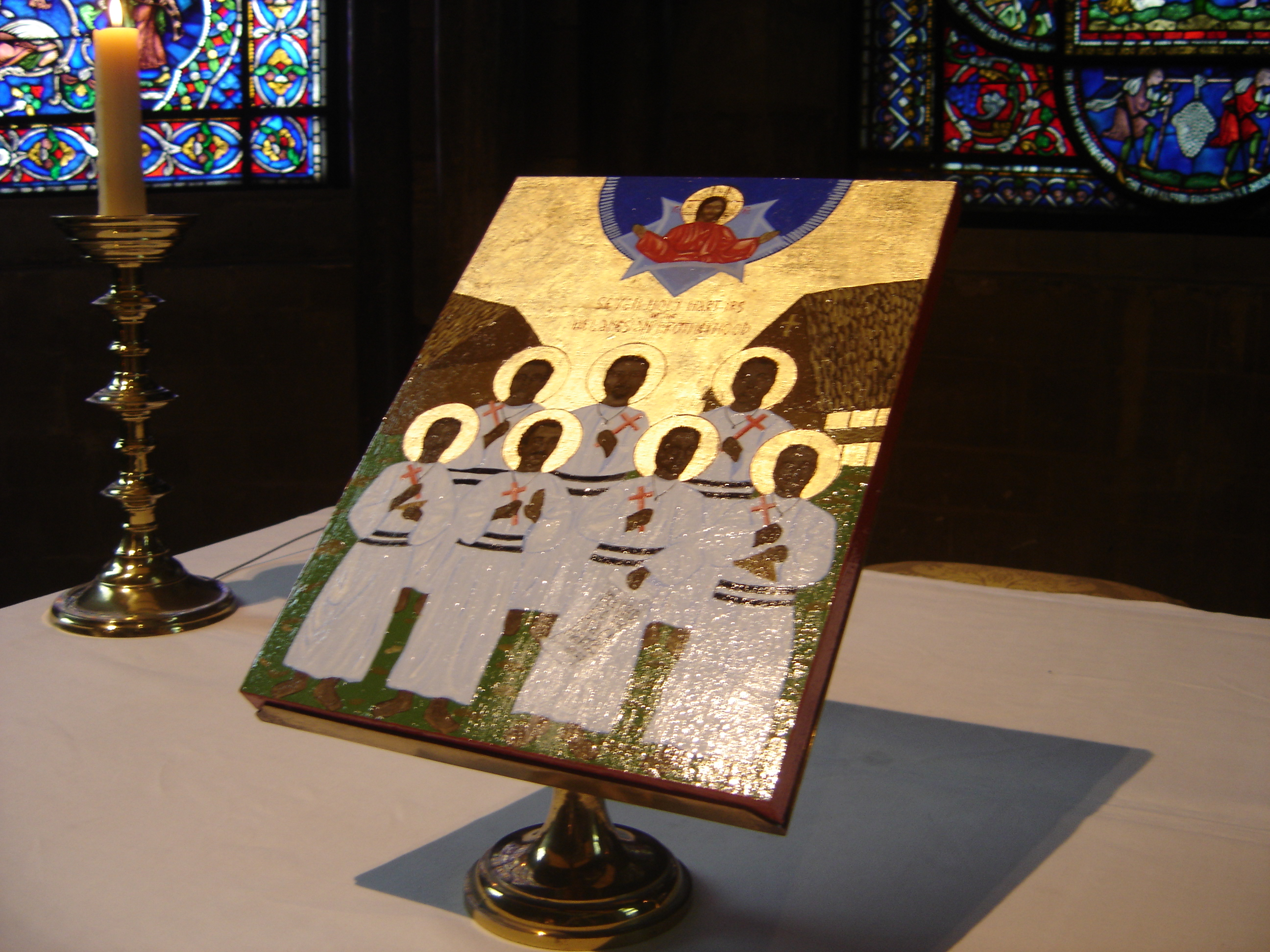
A Melanéziai Testvériség mártírjainak ikonja a Canterbury-székesegyházban (anglikán közösség)
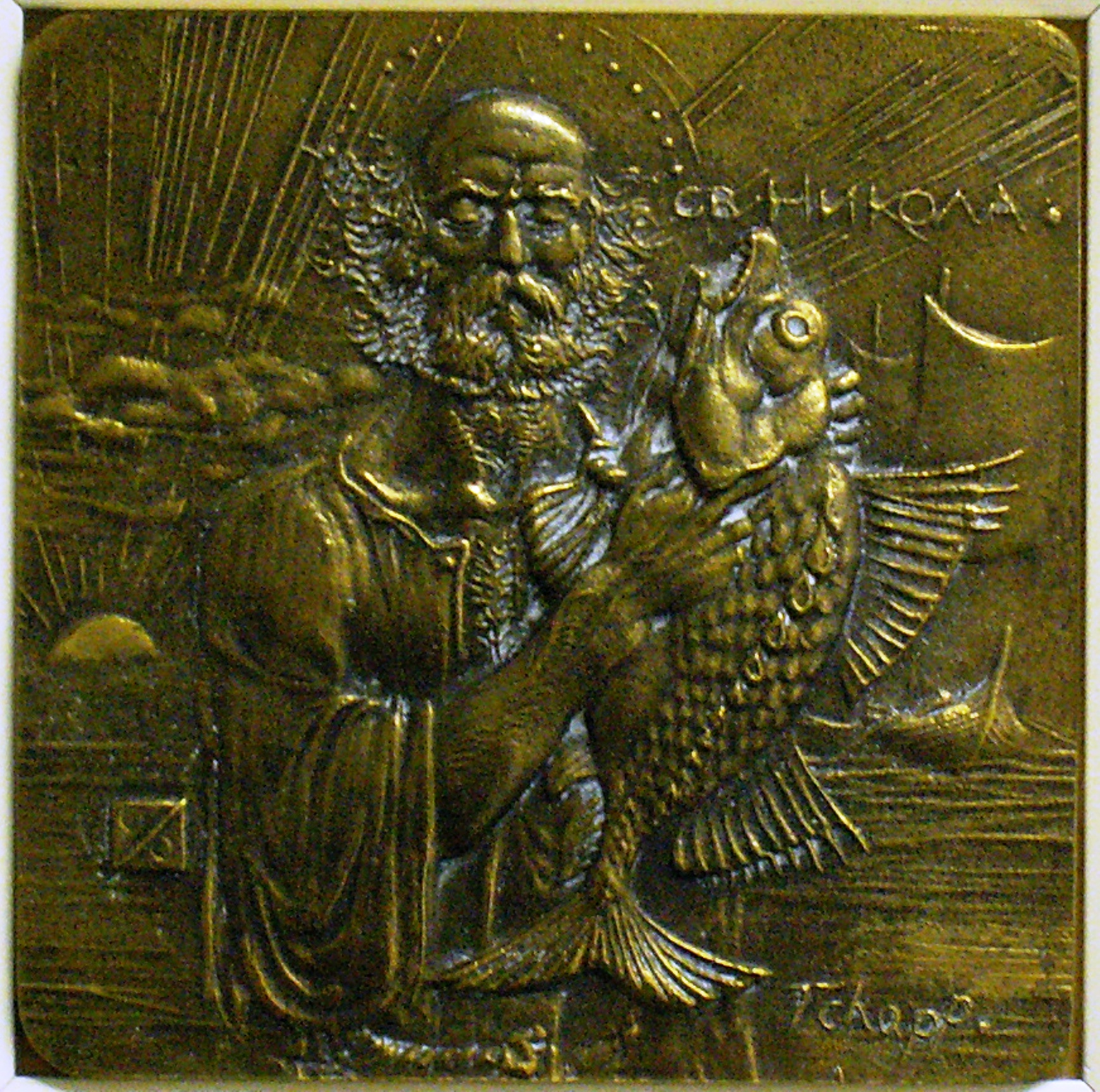
A bolgár művész, Georgi 'Chapa' Chapkanov modern fémikonja Szent Miklós. Ez az ábrázolás gyökeresen eltér a hagyományos ortodox ikonográfiától. Gilbert House, Stanley (Falkland-szigetek).

### Katolikus egyházi nézet
A Katolikus Egyház elfogadta az ikonodulátus rendeleteit, a Hetedik Ökumenikus Zsinat képekkel kapcsolatos előírásait. A katolikusok képekkel kapcsolatos hozzáállása azonban némileg eltér az ortodoxokétól. Nagy Gergelyt követve a katolikusok a képek szerepét hangsúlyozzák, mint a Biblia Pauperum, a "szegények Bibliája", amelyből azok, akik nem tudnak olvasni, mégis tanulhatnak.
A katolikusok azonban a képek tiszteletét illetően is osztják az ortodoxokkal azonos álláspontot, és úgy vélik, hogy a szent képeket vallásos megközelítéssel, tisztelettel kell kezelni. Bár a katolikusok sík fapanel- és feszített vászonfestményeket egyaránt használnak, hagyományosan a háromdimenziós szobrok formájában megjelenő képeket is előnyben részesítik, míg keleten a szobrokat sokkal kevésbé alkalmazzák.

### Lutheri nézet
Luther Márton úgy vélte, a képek használata szabad döntésünkre van bízva. 1522-ben így vélekedett:
... A képekkel ugyanúgy áll a dolog: ők sem szükségesek, hanem szabadon használhatók. Fölállíthatjuk, de el is tehetjük őket, bár jobb lenne, ha egyáltalán nem lennének. Magam sem adózom nekik túl nagy tisztelettel. [...] Így hát meg kell vallanunk, hogy képeket tartani és készíteni szabad, de imádni nem, s ha valaki imádja a képeket, akkor azokat széttépni is szabad. [...] Ezért kell tehát úgy prédikálni, mintha a képek semmiségek volnának, mintha felépítésükkel nem mutatnánk be Istennek semmilyen szolgálatot. Így aztán azok maguktól semmivé foszlanak. [...] Te pedig oda akarsz menni, és csődületet támasztanál, az oltárokat ledöntenéd, a képeket meg szétszaggatnád? Azt gondolod, hogy ki tudod irtani a képeket? Nem! Így csak még szilárdabbá teszed őket!
A reformációval a korai lutheránusok kezdeti bizonytalansága után, akik néhány ikonszerű ábrázolást festettek vezető reformátorokról, és továbbra is festettek jeleneteket a Szentírásból, a protestánsok határozottan ellenezték az ikonszerű portrékat, különösen a nagyobb méretűeket, még Krisztusról is. Sok protestáns ezeket bálványimádásnak tartotta.
A lutheránus-ortodox vegyes bizottság 1993 júliusában Helsinkiben tartott 7. plenáris ülésén született közös lutheránus-ortodox nyilatkozat megerősítette a ökumenikus zsinat határozatait Krisztus természetéről és a képek tiszteletéről:
...abban azonban a lutheránusok és az ortodoxok egyetértenek, hogy a Második nikaiai zsinat megerősíti a korábbi zsinatok krisztológiai tanítását, és a képek (ikonok) szerepének a hívek életében való meghatározásával megerősíti az örökkévaló Isten Igéje megtestesülésének valóságát, amikor kimondja: „Minél gyakrabban látjuk Krisztust, Máriát, Isten anyját és a szenteket, annál inkább vonzódnak azok, akik látják őket, hogy emlékezzenek és vágyakozzanak azok után, akik mintául szolgálnak, és hogy ezeknek az ikonoknak az üdvözlés és a tiszteletteljes hódolat tiszteletét adják. Ez természetesen nem a mi hitünk szerinti teljes imádat, amelyet csak az isteni természetnek kell megfelelően kifejezni, de hasonlít ahhoz, amelyet a tisztelt és életadó kereszt alakjának, valamint az evangéliumok szent könyveinek és más szent tárgyaknak adnak.”
A képek és ábrázolások, templombelső díszítések a későközépkori Magyarországon elsősorban evangélikus környezetben maradhattak fenn, főleg a szepes-sárosi és az erdélyi szász területen, ugyanis teológiai indítékú támadástól mentesen fejlődhettek ellentétben a református közösségekben, és a katolicizmus barokkizáló törekvéseinek is ellenálltak.

## A nyugati vallásos művészet és az ortodox ikonográfia különbségeiről
Az ortodox teológusok nehezményezik a nyugati vallásos művészet naturalista ábrázolásmódját, főleg ahol Krisztus, Theotokosz és a szentek képeit festik meg. Úgy vélik, az alakok a nyugati művészetben nincsenek átlényegítve úgy mint az ortodox ikonográfiában, hanem a maguk emberi valójában vannak megfestve. Az ikonok liturgikus művészetének spirituális, szimbolikus és természetfeletti jellege van, és ez a nyugati vallásos festészetből kiveszett. Gyakran a képi hatás kedvéért olyan művészi alkotásokat hoznak létre, amely romlott és közönséges.
Paul Azkoul ortodox ikonográfus szerint: "Az ortodox egyház egyházi művészete nem arra törekszik, hogy érzékszerveinket gyönyörködtesse, vagy megbotránkoztassa, hanem arra, hogy megszentelje érzékszerveinket azáltal, hogy ugyanazt a szent táplálékot kínálja nekünk, amelyből szent szertartásaink során részesülünk. Ez a táplálék az ikonográfián, az építészeten, sőt a szent edények, a miseruhák és a templomban található minden más, ember alkotta tárgy művészetén keresztül jut el hozzánk."
Az ikonfestészetben szenvedélyek és a romlandóság helyett halhatatlanságot, jámborságot, szentséget, kegyelmet, erényt látunk. Mindehhez nagy küzdelmek, például intenzív ima és böjt, a kísértésekkel való küzdelem és azok legyőzése, Isten parancsolatainak szigorú betartása és rendíthetetlen engedelmesség járul. „A nyugati művészek a szenteket saját tetszésük szerint, evilági képzeletük szerint ábrázolják, a bűn megmarad, a szentté válásért folytatott hősies küzdelem hiányzik, nincs semmi építő jellegű, míg az ikonográfia a szentek küzdelmét ábrázolja a bűn felett, az egyértelmű győzelmet, az istenivé válást, az üdvösség koronájának elnyerését.” – vallják az ortodox teológusok.
- Keresztrefeszítés ikon a Kirrillo-Belozersk kolostorból
- Matthias Grünewald (1475-1528):  Isenheimi oltár, az isenheimi/elzászországi antonita kolostor egykori főoltára, hétköznapi oldal, központi kép: Krisztus keresztre feszítése. G. Guersi apát megbízásából készült, átalakítható oltár, amely tíz olajtáblából és egy faragott szentélyből áll

## Ikonok a 20. században
Paleh már Nagy Péter idején ismert volt az ikonfestőiről. A palehi ikonfestészet fénykorát a 18. században, illetve a 19. században élte. Egyéni stílusa a moszkvai és a novgorodi ikonfestő iskolák hatását mutatta. A 20. század elején számtalan templom restaurálásra szorult, a munkálatok nagy részét a palehi mesterek végezték. Így a vlagyirmiri, rosztovi, novgorodi, jaroszlavli ikonok és falfestmények helyreállításában is. A moszkvai Kreml Angyali Üdvözlet (Blagovescsenszkaja)-székesegyházban a Szafonovok, illetve a Vlagyimiri istenanya elszenderedése (Uszpenszkij)-székesegyház restaurálásában Bakanov vett részt. A régi ikonokat a modern megrendelők ízlése szerint átfestették, de nem egy esetben felfedték a már átfestett rétegek alatti régi képeket, és ezek iránt országszerte nagy érdeklődés mutatkozott. Fokozatosan kialakult egy új nemzedék, akik a régi hagyományok alapján, az ikonfestészet nyelvezetének ismeretével és megfelelő mesterségbeli tudással voltak felvértezve. Különösen Andrej Rubljov művészetét tartották nagyra és az ő stílusában is alkottak. Az új ikonfestő iskola a a Moszkva melletti Szent Szergij Szentháromság-lavrája (Szergijev Poszad), és a pszkovi Barlang (Pecserszkij)-kolostor központokkal működött.
1917-es forradalom után számtalan orosz ikon került az emigránsokkal külföldre. A menekültek a hagyományőrzés mellett új iskolák alapításával is próbálkoztak, így például Párizsban alkotott Grigorij Krug (1909–1969), modern, egyszerű eszközökkel, amelyek mégis a hagyományokra támaszkodnak. Leonyid Uszpenszkij (1902–1987) szintén Párizsban tanult és jelentős elméleti, teológiai munkáiról ismert. Ezek mellett folyamatosan nyitottak ikonfestő iskolák Németországban, Olaszországban és az Amerikai Egyesült Államokban. Görögországban az eredeti posztbizánci (inkább barokkos, manierista hagyományokhoz ragaszkodva a fejlődés és az ikonfestés megújítása elmarad az európai színvonaltól, elsősorban a turisták igényeinek igyekeznek eleget tenni kézműves szinten. 
A kortárs orosz ikonfestő iskolák közül kiemelkedik a Pszkov melletti mirozsai Úr Színeváltozása (Szpasz Preobrazsenyija)-kolostor szerzetesi közössége által működtetett iskola Zinon apát vezetése alatt. Itt az imákban való elmélyülés és az ökumenikus és kulturális nyitás mellett keresnek kapcsolatot a festészeti hagyományokkal. Ez a törekvés világszerte terjed, a széles közönségben igény merül fel a régi ikonfestészet hagyományainak megismerésére. A pszkovi műhelynek a 21. század elején mintegy 400 tanítványa volt. Itt nemcsak a technikát tanulják, hanem a liturgiát is tanulmányozzák, különösen a bizánci-szláv liturgiát a többszólamú szent énekeket.

## Ikonok Magyarországon

Hodigitria Isten Anyja, Máriapócs, 1676.

Hodigitria Isten Anyja, Kántorjános, 17. század második fele

Hodigitria Isten Anyja, Szentendre, Preobrazenska-templom, 18. század eleje

Lázár feltámasztása, Georgiosz zograf festménye a komáromi (Komárno) Mária bevezetése a templomba-templomban, 17. sz. vége

A magyarországi ikonfestészet döntően szerb, bolgár, görög, román, illetve magyar ajkú görögkatolikusok emléktárgyain alapul. Ez az etnikai sokféleség egyedülálló a posztbizánci művészetben, ami egy adott mikrokörnyezetben is kifejezésre jutott az ugyanazon területre betelepülő, azonos vallási rítusokkal rendelkező, de eltérő nemzetiségű népesség miatt. Az ikonok megjelenéseinél nem ritka, hogy idegen mester által festett ikont saját felirattal látták el például egyházi szláv nyelven. Amíg a szerb templomok alapítása többségében a törökök elől menekülő szerbeknek (rácoknak) köszönhető, addig a görögök éppen a törökök nyomában jöttek az országba különböző karavánokkal és sok helyen pihenőket, vásári központokat is hoztak létre (Görögszállás, Görögtanya, Görögkút). Ezeken az utakon a magukkal hozott ikonokat védelmezőként tisztelték. Jellemzően szerb templomokat látogattak, ahol néha ikonjaikat is otthagyták.
Amíg a magyarországi ortodox ikonfestészet a legtöbb esetben az anyaországi stílusirányzatokat követte, addig a szerb ikonoknál már a 18. századtól megfigyelhető, hogy az anyaország mintának tekintette a Magyarországon működő mesterek ikonfestészetét.
A fontosabb ikonok egyben különleges témákat is dolgoznak fel. A meglehetősen ritka Galaktotrophousa Isten Anyja a 17. század elejéről Tokajról származik, és a gyermekét szoptató Máriát ábrázolja. Ebben a bizánci hagyományok szerint meglehetősen ritka ábrázolásban feltűnő, hogy nem az anya-gyermek kapcsolat a mérvadó, hanem a később Krisztussá lett mindenható megjelenése. A 17. századi Szenvedő Isten Anyja ikon a pesti görögség kegytárgya már az anya-fiú bensőséges együttlétét mintázza, azonban a felnőttes megjelenésű gyermek keresztre vetett tekintete az eljövendőt jósolja, anyja csendes belenyugvása mellett.
A csecsemők védőszentjéről, az akkor örményországi Melitinében született Efthymioszról festett ikont a 17. században hozták görög szerzetesek Kecskemétre. A szerbek és görögök által használatos győri Szent Miklós-templomban az 1660-ban festett Hodegetria Isten Anyja-ikon található. Ez az ikon jelentős példája a bizánci hagyományok továbbélésének. Hasonló stílusban a szerb Athosz-hegy ikonfestői dolgoztak.
Az 1646-ban létrejött ungvári unió következtében a keleti keresztény egyházak egy része (oláh vagy vlach, és ruszin) csatlakozott a római katolikus egyházhoz. Az egyesülést követően az ikonfestők ezek díszítésében átvettek bizonyos nyugati ábrázolásmódot is. Templomaik a népesség életmódjának megfelelően főként fából készültek (például a mándoki és abaújszolnoki templomok). 
Eközben megjelennek a nyugat-európai hatásokat mutató ikonok, amelyek többnyire a háttér realisztikus megformálásával tűnnek ki. A 17. századtól polgári szervezetek, úgynevezett testvériségek alakultak, akiknek a festőik tudatosan másolták a nyugat-európai mintákat. Maga a technika is megváltozott. Tempera helyett olajfestékkel kezdtek el dolgozni. Erre példa a Mogyoróskai Eleusza Isten Anyja-tábla. A kis vidéki műhelyek azonban még tartották a bizánci hagyományt. A bizánci régi ortodox táblák általában Krisztust fél- vagy teljes alakosan ábrázolják, a baktakéki Megváltó isteni természetére a kék himatión utal, de ezalatt már a barna árnyalatú öltözet látszik, ami Krisztus emberi természetét szimbolizálja.
Ekkor már megjelentek a még síkban komponált de az alakok tekintetében már plasztikus megformálások is, így például a Kántorjánosiból származó 17. században készült Hodegetria Isten Anyja-ikon vagy pedig a győri Hodegetria Isten Anyja-ikon már az újfajta ikonográfia szerint készült, de még felfedezhetők az erőteljes bizánci hatások és hagyományok is. A hagyományos stílust követték a kisebb vidéki műhelyekből kikerült ikonok, így például a máriapócsi Hodegetria Isten Anyja-ikon is, amely 1696. november 4-én a legenda szerint a pócsi templomban könnyezni kezdett a török rabságból felszabadult magyarságot megsiratva. Ez az ikon I. Lipót császár feleségéhez, Eleonóra császárnéhoz jutott Bécsbe, ahol ünnepélyesen elhelyezték a Stefan-dómban, ahol a hiedelem szerint Savoyai Jenő törökök feletti végső győzelmét segítette elő.  Ezt a nemzetközileg is jelentős ikont csodatevőnek tartják, eredetileg Papp István festette fogadalmi ikonként.
Jelentős emlék a 17. század végéről származó Szenvedő Oszlopos Simeon, amely Sárospatakon került elő. Az oszlopos szentek a negyedik ötödik században Kis-Ázsiában oszlopok tetején aszkéta életmódot folytattak. Ezeknek az ikonoknak a közös jellemzőjük hogy mindegyiket egyfajta népi naivitás jellemzi, egyúttal felfedezhetők rajtuk a festők bizonyos fokú képzetlensége is. A görög-katolikus ikonok az ortodox tábláktól méretükben is különböznek, ami abból adódhat, hogy nem arra készültek, hogy elszállítsák őket egyik helyről a másikra, mint az úgynevezett utazó szenteket, hanem többségük már a letelepedett életmódhoz tartozott. Az utazó görög kereskedők a marhák értékesítése mellett borral, rizzsel, gyapottal, dohánnyal is kereskedtek.
A törökök távozása után Lipót császár felhívására görög, szerb, román kereskedők lepték el az elnéptelenedett városokat. A betelepülőkkel tartott az ipeki (Pec) patriarcha Carnojevic Arsenije, aki védelmet ígért a szerbeknek. Ennek azért volt jelentősége, mert a patriarchával a szerbség egyik legbefolyásosabb egyházfője jelent meg Magyarországon. Az egyik leghíresebb imaházuk a komáromi szerb templom volt. Ez az 1665-ben emelt épület, amelyben egységes stílusban maradtak meg az ikonok. Ennek leghíresebb ikonja Lázár feltámadása, illetve Krisztus mennybemenetele. Az ikon festője Georgiosz zograf, (Zograf jelentése Vándorfestő) akinek képein a krétai stílus nyomai fedezhetők fel. A betelepülők számos kegytárgyat hoztak magukkal, egyik leghíresebb a Gherasim ieromonarch megbízásából festett triptichon, amelyik a bajai Szerb templomból került elő.
A menekülés során a szerbek nem egyszer fatemplomokat emeltek, ezek többsége mára már megsemmisült. Többségük sárból összeragasztott vessző és gerendatemplomok voltak (paticstemplomok), amelyek főleg 1690 után Illocskán, Majson, Medinán jelentek meg, de megjelentek ezek Dunaszecsőn, sőt megsemmisült templomok helyén a Tabánban is. Szentendrén több templom is épült. A templomokat liturgikus tárgyakkal, ikonokkal, könyvekkel, ereklyetartókkal töltötték fel, amik előállításához szükség volt mesterekre is. Egyik leghíresebb mester, aki oktatott is, az elsősorban könyvmásolásban jeleskedő Kiprijam Racanin volt.
Stílusában és szerkezetében a könyvek miniatúráihoz hasonlít a 18. század elején készült az Úr színeváltozása ikon, amely a „tabakosok” avagy dohánytermesztők templomából került ki szentendrei műhelyből. A képen az áldást osztó Jézus mellett balra Illés jobbra pedig Mózes látható. Ekkor már Szentendre a magyarországi ortodox egyházművészet központjává vált.
A vándorló görögök a 17. század vége felé már letelepedtek, boltokat hoztak létre országszerte, és ők vezették be a váltó fogalmát is a magyar kereskedelmi forgalomban. Kereskedő-társaságukat úgynevezett Kompániakat alakítottak ki. A bécsi udvar nem nézte jó szemmel a görögök tevékenységét, mivel féltette tőlük az osztrák és magyar kereskedők érdekeit.
A Gyöngyösön letelepedett görögök szerény imaházat hoztak létre, díszítésére meghívták Mitrofan zográfot, aki Szent György és a sárkány ikonjával írta be magát a hazai ikonfestészet történetébe. Egyik leghíresebb kompozíciója a Trónoló Isten Anyja a gyermekkel, a Szenvedéstörténet eseményeivel, és a Szentekkel.
Az 1720-as évektől Szentendrén is fellendült az ikonfestészet, ezzel együtt a templomok kialakítására is nagyobb gondot fordítottak. Az esetleges műhely Szentendrén volt, innen látták el a budai vagy a pesti szerb egyházközség templomait is. Az ikonfestészet mellett jelentősek voltak az úgynevezett szentélyrekesztők faragásai, rengeteg növényi motívumokkal díszített faragott ajtó, kis képkeretek kerültek ki a műhelyekből.
Az esztergomi templom részére készült Szent Miklós-ikon a kisázsiai Myra püspökét jeleníti meg. Jelentősek Lázár mester művei is, elsősorban Keresztelő Szent János ábrázolásával tűnik ki. Ugyanekkor jelent meg egy másik, főleg vidéken alkotó festő, aki Krisztus a nagy főpap és a Pantokrátor képeivel jelentkezett. Krisztusképei itt a Palaiologosz-korban népszerű Deészisz-kompozíciókra emlékeztetnek.
A már lebontott ráctöttösi templom 1720 körül festett Portratissa Isten Anyja ikonja már igen fejlett technikai tudást feltételez, nem a szentendrei műhely kevésbé tehetséges tanulói festették. A hagyományos Hodigitria-típusnál meghittebb ábrázolásmódot mutat. Az anya főhajtással tiszteleg gyermeke szeretetteljes tekintete előtt. A ráctöttösi ikon hátterének kék színe jellemző arra a műhelyre, amelyben készült és később művein keresztül országszerte ismertté vált. A szentendrei, 1690-ben emelt, a szerb pozarevackai menekültek által emelt templom ikonjait két bánáti festő, Georgije Ranité és Nedelko Popovic készítette a 18. században.
Az 1699 ben létrejött karlócai béke után a menekült szerbek már nem mehettek vissza hazájukba, ezért végleges letelepedésük időszerűvé vált. Templomaikat már téglából építették, a grábóci erődtemplom, a szentendrei Preobrazenska-templom, a beremendi, a győri ortodox templom is ekkor épült. Ezek nem kupolás templomok voltak már (kivéve a grábócit), hanem egyhajós tornyos barokk stílusban épültek. Ebbe a megújítási folyamatban kapcsolódik Hrisztofórosz Zefar festő törekvése is, aki a barokk festészeti elemeket ötvözte a hagyományos ikonográfiai hagyományokkal. Grábóci fő műve a Deészisz szentekkel-ikon. Bár ő később Bécsbe távozott, tanítványai a siklósi szerb templom ikonjait készítették el. Pavle Nedadovic metropolita az 1750-es években a festészet radikális megújítását tűzte ki célul, de inspirációért nem nyugatra, hanem keletre fordult, az ukrán és orosz iskolák felé, ahol a barokk festészet és az ortodox hagyományok egyesítéséren tettek akkoriban határozottabb kísérletet. A görög és román ortodox kisebbség követte az irányzatot, ami bizonyítja, hogy a legnagyobb számú szerb közösség mértékadó volt a magyarországi ortodox egyházművészet kialakításában.
A legismertebb festőműhely, amely az úgynevezett „szláv barokk” mentén tevékenykedett, a szentendrei volt. A gyöngyösi templom részére 1764-ben festett Szent Naum élete című munkájuk volt, de jelentőset alkottak a székesfehérvári Keresztelő Szent János születése-templom, a ráckevei Isten Anyja elhunyta-templom faliképeinek kifestésében is. A makedóniából néhány társával érkező Theodórosz Szimo vezetésével alkotó csoport jelentős, egyéni ikonográfiai nyelvezetet alakított ki. A gyöngyösi egyházközség számára festett ikonosztáz jelentős darabja a Krisztus alászállása a pokolra-ikon.
A magyarországi görögség Szent Naumot földijüknek tekintették ugyanis nézetük szerint Makedóniából származik. Szent Naum a hazugság és a tolvajlás szigorú ellensége volt. A ráckevei festőcsoport egyedi stílusú képei képei az egész európai posztbizánci ikonfestészet különleges darabjai. Nemcsak a magyar, hanem az ukrán és orosz ikonfestészetben is a 17-18. századtól egyre inkább a barokkos stílusjegyek kezdtek dominálni, de ez sehol sem volt annyira erőteljes mint a magyarországi ikonfestészet terén. Ennek oka valószínű a nyugati hitvilágú kereszténység közelsége. A barokkos képi elemek nagyfokú beemelésével a 17-18. században készült festmények nagy része elvesztette ikonszerűségét, és már nem a vallásos áhítat tárgyai voltak, hanem dekoratív céllal hozták létre ezeket az alkotásokat. A teljes axisívet betöltő ikonfalakat borító festmények már inkább szentképnek tekinthetők mint ikonoknak. Az ekkor alkotó művészek nagy része már inkább a bécsi Művészeti Akadémia kívánalmainak megfelelően festett, mint az keresztény ortodox hagyományoknak. A 19. században azonban megjelentek már népies stílusok is. Eltűnt az ikonokra annyira jellemző, úgynevezett fordított perspektíva is és a nyugati centrális perspektíva lépett a helyére. Itt már nem a mozdulatlan aszketikus szenteket ábrázolták, hanem életteli mozgó alakokat. Néha már inkább a népi misztériumjátékok vallási hordozóivál váltak. A 20. században már kizárólagos neobizánci stílus uralkodik ismét, ami azt mutatja hogy a barokkos világias és népies ikonfestési stílusok zsákutcának bizonyultak.

## Ikonok tisztelete
A kép tisztelete sok hívő szerint annyit jelent, hogy az eredetit, nem a képmást tisztelik. Hasonló analógia rejlik a Római császárkultusz képeinél is. Az ikonok festése során a festő imádkozik, átlényegül és az alkotás megtelik szentlélekkel, ami már nem az anyag, hanem az anyagon túli transzcendens Isten lenyomata. A keleti ortodox felfogás szerint tehát egy Krisztus-ikont megcsókolni azt jelenti, hogy szeretetet mutatunk maga Jézus Krisztus iránt, nem pedig az ikon fizikai anyagát alkotó puszta fa és festék iránt.
Az ikon előtt a hívő letérdel, imádkozik hozzá, mintha valóságos megtestesülés lenne, és az ortodox tanítások szerint valóban az. Theodórosz Sztuditész szerint Krisztus lényege az őt megörökítő anyagtól független, az anyagban nem közvetlen a képmást, hanem magát Jézust tiszteljük. A hívő az ikon keretét megérintheti ajakkal és a képen szereplő alakokat csókkal illetheti bizonyos szabályok szerint, de például az arcot megcsókolni tilos, Krisztusnak a kezét (mellképen), egyébként a lábát, az istenszülőnek a kezét szabad megcsókolni. Akheiropoiétosz (nem ember által készített) Kisztusábrázolás esetében a hajfonatot szabad csak megcsókolni.
A képtiszteletet a keresztény protestánsokon kívül a zsidóság és az iszlám is elutasítja.

## Fordítás
Ez a szócikk részben vagy egészben  az   Icon című angol Wikipédia-szócikk ezen változatának fordításán alapul.  Az eredeti cikk szerkesztőit annak laptörténete sorolja fel. Ez a jelzés csupán a megfogalmazás eredetét és a szerzői jogokat jelzi, nem szolgál a cikkben szereplő információk forrásmegjelöléseként.